# Hochzeit

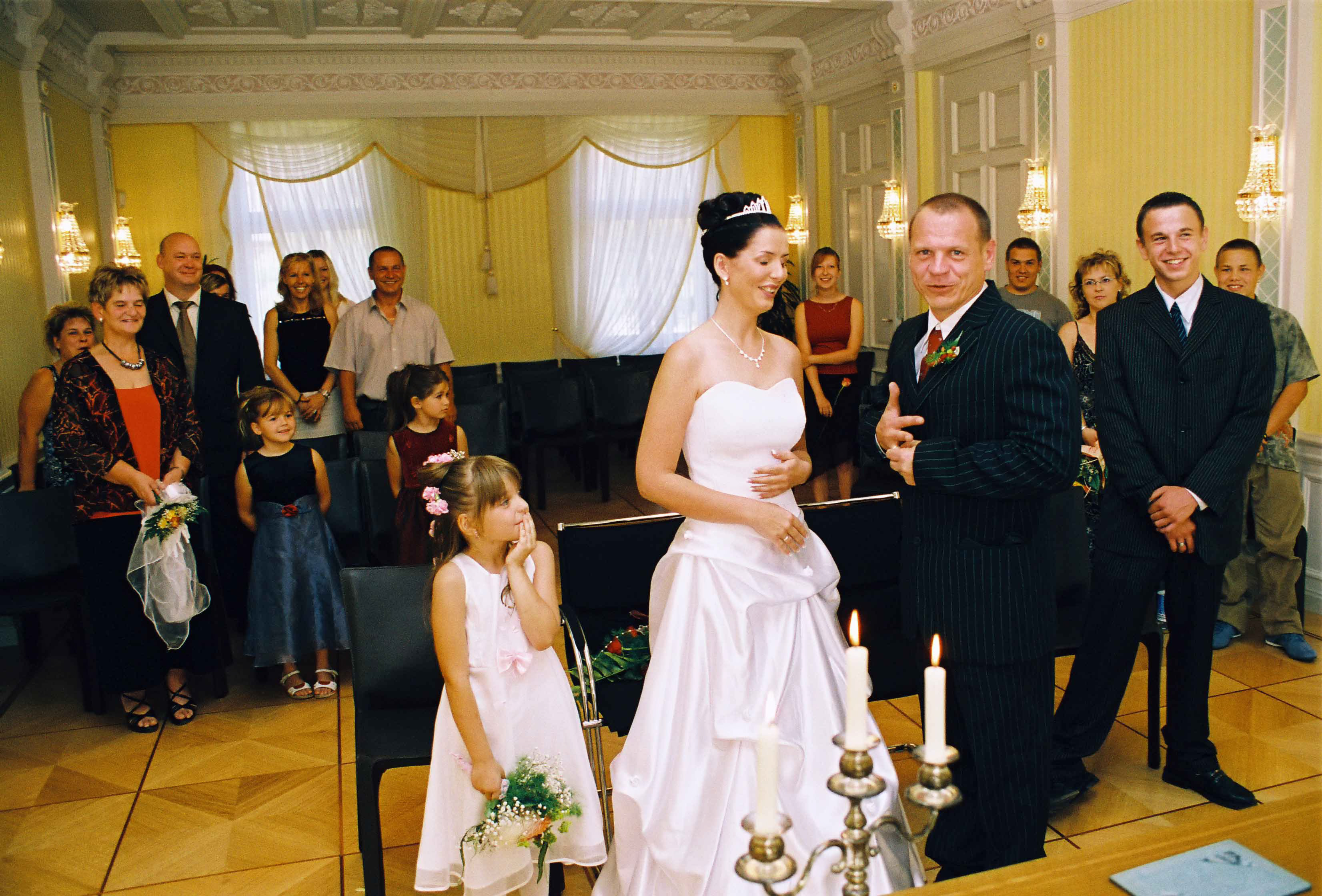
Hochzeitspaar im Standesamt (Märchenvilla Eberswalde, 2005)

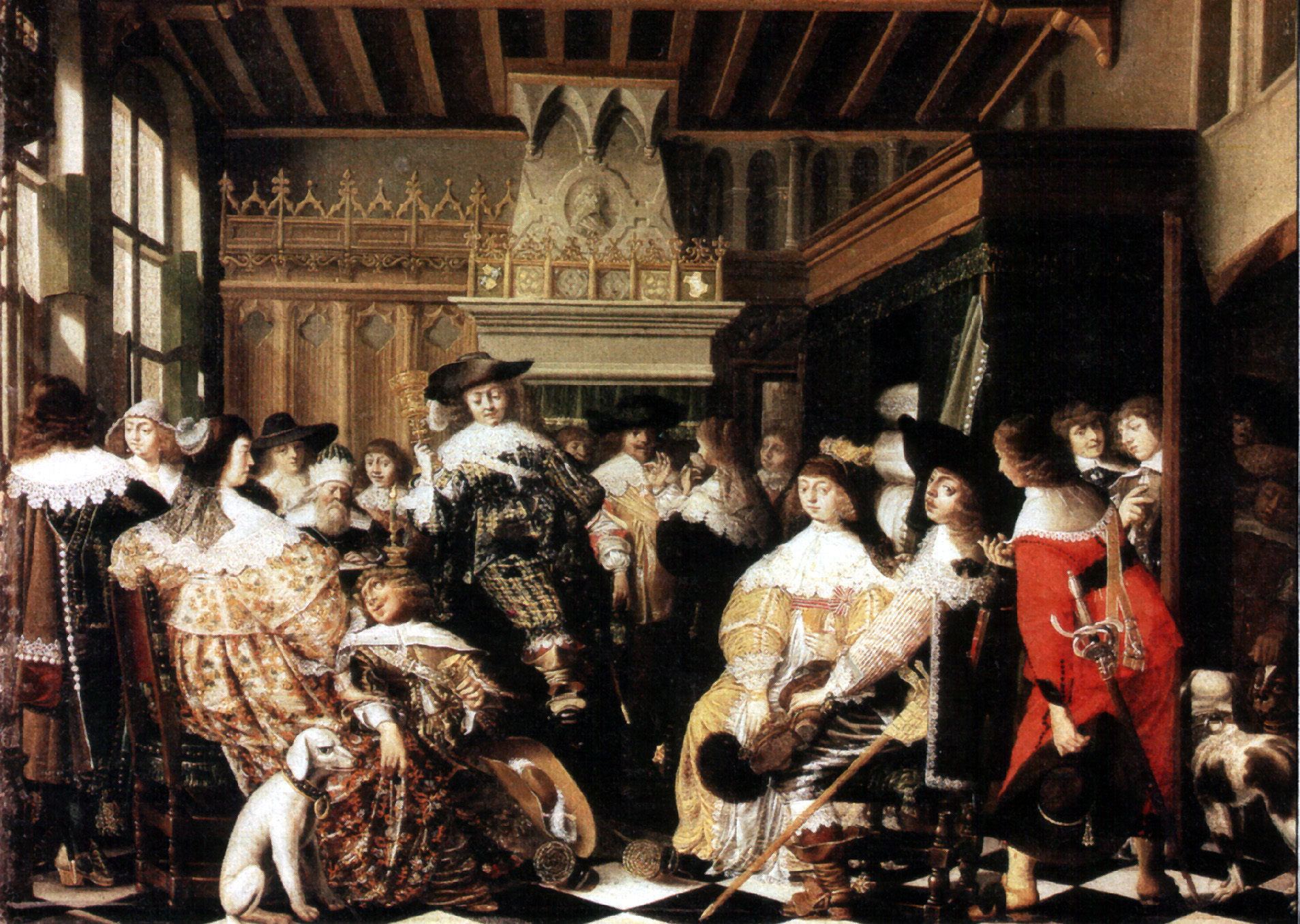
Vornehme Hochzeitsgesellschaft (Gemälde von Wolfgang Heimbach, 1637)

Die Eheschließung – auch Hochzeit, Heirat, Vermählung und Trauung – umfasst in Abhängigkeit von den jeweiligen religiösen, rechtlichen und kulturellen Rahmenbedingungen einer Gesellschaft vielfältige soziale und privatrechtliche Verträge, religiöse und weltliche Riten, Zeremonien und Hochzeitsbräuche sowie begleitende Feiern zu Beginn einer Ehe. Eine Eheschließung begründet umfangreiche soziale und ökonomische Rechte und Pflichten zwischen den dadurch verbundenen Partnern und ihren Familien, Abstammungsgruppen oder Clans. Die Hochzeitszeremonie hat die Funktion, die Rechtmäßigkeit der Beziehung zu bestätigen, um die gegenseitige Fürsorge sowie die Legitimität möglicher innerhalb der Ehe gezeugten Nachkommen abzusichern; in vielen Kulturen bedingt die Ehe deren Geburtsrechte. Die Hochzeit kann als Übergangsritus für das Brautpaar betrachtet werden. Bei Hochzeitsfeiern findet in vielen Kulturen ein ritueller Austausch von Gütern oder Diensten statt (wie Mitgift, Brautpreis, Brautgabe, Brautbuch, Brautdienst, Morgengabe).

## Wortgeschichte
Die Wörter Braut und Bräutigam sowie Heirat finden sich schon im Althochdeutschen belegt, Vermählung und Hochzeit (in der heutigen Bedeutung) erst im Frühneuhochdeutschen. Im 21. Jahrhundert entstand schließlich die Begrifflichkeit „Verpartnerung“ (zu einer Eingetragenen Partnerschaft).
- Braut ist ein gemeingermanisches Wort.[1]
- Bräutigam ist eine ursprüngliche Zusammensetzung aus althochdeutsch brūt ‚Braut‘ und dem heute ausgestorbenen althochdeutschen gomo ‚Mann‘ und bedeutet damit eigentlich „Brautmann“.[1]
- Im Wort Heirat, dessen ursprüngliche Bedeutung ‚Hausstand‘ war, steckt im vorderen Teil des Worts germanisch heiwa-, heiwōn ‚Haushalt, Familie‘, im hinteren Teil Rat im Sinne von ‚Besorgnis‘, doch möglicherweise liegt auch eine sekundäre Anlehnung an Rat vor.[1]
- Vermählung ist vom Verb vermählen abgeleitet, das seinerseits auf ein älteres (ge)mahelen, (ge)mehelen zurückgeht, das ‚versprechen‘ bedeutete.[1]
- Hochzeit hat seine heutige Bedeutung seit dem 15. Jahrhundert; das Wort, das aus althochdeutsch diu hōha gezīt ‚hohes Fest‘ zusammengewachsen ist, hatte ursprünglich eine allgemeinere Bedeutung.[1]
- Trauung ist eine Ableitung von trauen, was mittelhochdeutsch unter anderem ‚jemanden jemandem anvertrauen‘ und von hier ausgehend ‚ehelich verloben‘ bedeutete.[1]
- Das ältere Wort für ‚Hochzeit‘, das sich heute noch in deutschen Mundarten und in den skandinavischen Sprachen (zum Beispiel schwedisch bröllop) findet, war Brautlauf (althochdeutsch brūt[h]louft), womit vermutlich die ‚Heimführung der Braut‘ gemeint war.[1]
- Das im Wort Verpartnerung enthaltene Partner ist eine im 19. Jahrhundert vollzogene Entlehnung aus dem Neuenglischen, die über altfranzösisch parconier auf lateinisch partiōnārius ‚Teilhaber‘, zu pars ‚Teil‘, zurückgeht.[1]

## Geschichte

### Antike
In Griechenland und Rom wurde die Ehe als eine hauptsächlich zivilrechtliche Angelegenheit angesehen. Ein Register, in dem Eheschließungen eingetragen wurden, gab es nicht. Ehen wurden zwischen Familien bzw. deren Oberhäuptern (pater familias) ausgehandelt. Die Frau ging in den Haushalt des Bräutigams über und bekam – als durchaus bedingtes Geschenk an die Familie des Bräutigams – eine Mitgift, die unter anderem ihr Auskommen sichern und sicherstellen sollte, dass sie dort gut behandelt wurde.

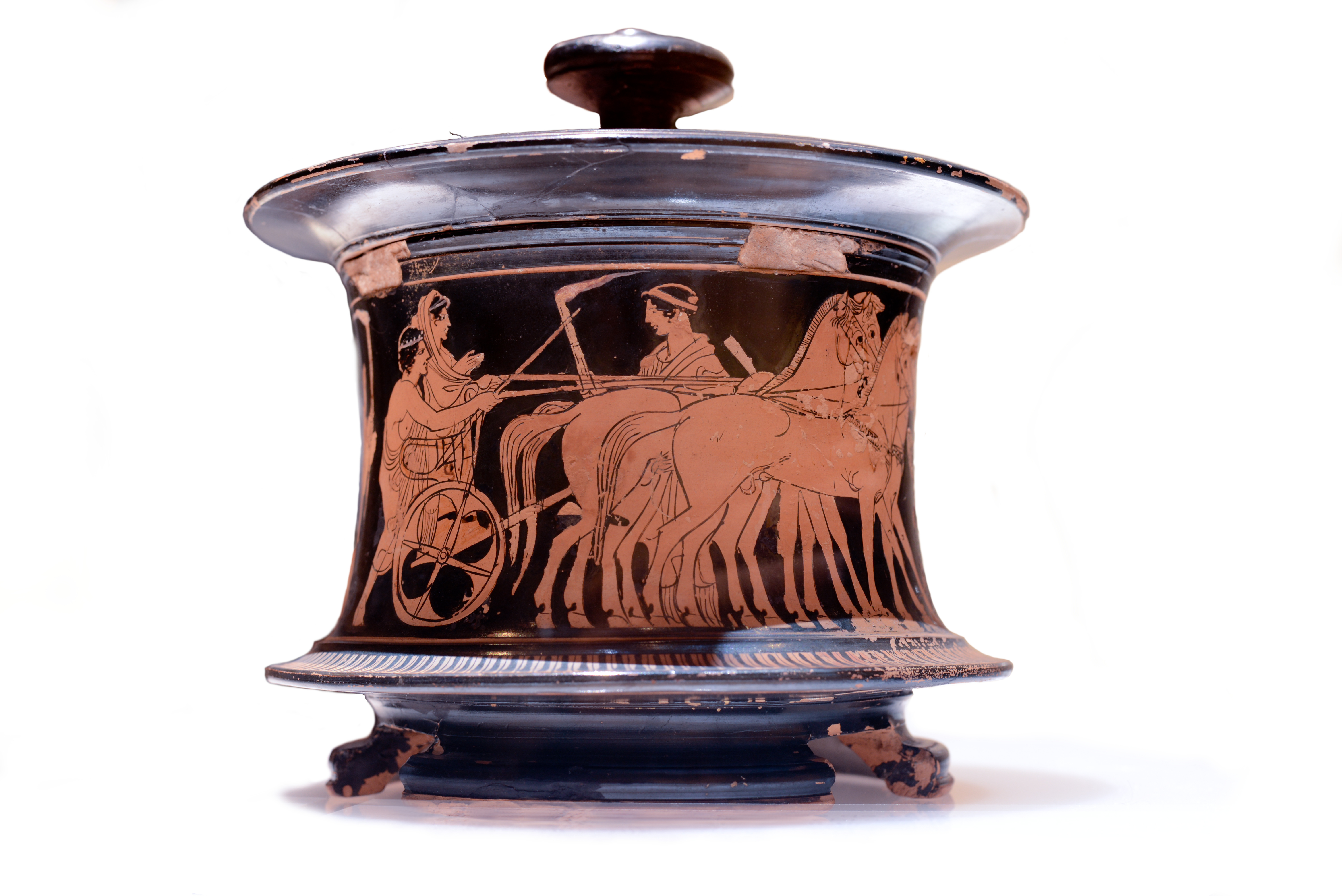
Altgriechische Darstellung eines Hochzeitswagens

Im attischem Recht wurden zwei Formen der Eheschließung unterschieden: die gewöhnliche Verheiratung einer jungen Frau (ἐγγύησις, engýēsis) und die Verheiratung einer Witwe, die, um der Familie das Erbe zu erhalten, einen Verwandten des Verstorbenen heiraten sollte (ἐπιδικασία, epidikasia). Die Eheschließung bestand aus einer Abfolge von mehrheitlich rein weltlichen Zeremonien: Jeder rechtsgültigen Ehe musste eine feierliche Verlobung vorangehen, bei der auch über die Mitgift (προίξ, proíx; φερνή, phernḗ) verhandelt wurde. Vor der Vermählung, die meist im Ehemonat Gamelion stattfand, wurden den Schutzgöttern der Ehe – besonders Zeus, Hera und Artemis – Opfer dargebracht, danach mussten sowohl Braut als auch Bräutigam sich einem rituellen Brautbad (λoυτρoφóρoϛ, loutrophoros) unterziehen. Am eigentlichen Hochzeitstage wurde im Elternhaus der Braut ein Hochzeitsmahl (θοίνη γαμική, thoínē gamikḗ) ausgerichtet. Bei Einbruch der Dunkelheit führte der Bräutigam die Braut dann auf einem von Pferden gezogenen Wagen heim, dem eine Prozession der Freunde und Familien folgte; in anderen Darstellungen bewegte sich der ganze Festzug zu Fuß. Im Hause der Schwiegereltern wurde die Braut von der Schwiegermutter empfangen, erhielt symbolträchtige Speisen und entschleierte sich im Thalamos des Hauses erstmals vor ihrem neuen Gatten. Die beiden folgenden Tage waren für die Entgegennahme von Hochzeitsgeschenken bestimmt.

#### Rom

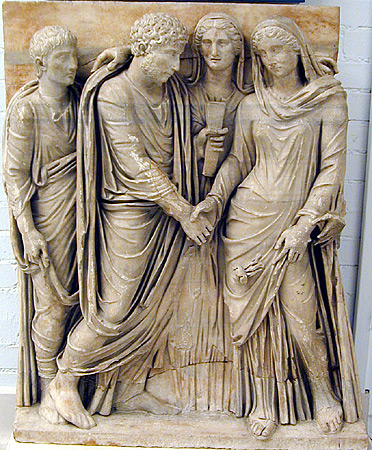
Zeitgenössische Darstellung einer römischen Trauzeremonie

Im Römischen Reich war eine Eheschließung nur dann mit einem Vertrag verbunden, wenn eine Mitgift übergeben werden sollte. Auch eine Zeremonie war nicht zwingend vorgeschrieben. Wenn sie aber stattfand, ging der Eheschließung wie in Griechenland eine Verlobung voran, bei der Geschenke ausgetauscht und die Mitgift vereinbart wurden. Der Vertrag wurde mit einem formellen Kuss (osculum) besiegelt. Aulus Gellius erwähnt im 2. Jahrhundert in seinem einzigen überlieferten Werk Noctes Atticae den Brauch, dass die Braut vom Bräutigam einen Verlobungsring empfängt.
Am Tage der eigentlichen Eheschließung wurde der Ehevertrag unterzeichnet. Das Protokoll für die begleitenden Feierlichkeiten war an die griechische Tradition angelehnt und sah unter anderem ebenfalls eine Prozession (Heimführung bzw. Heimholung der Braut, domum deductio) und ein großes Festmahl vor. Römische Bräute trugen eine weiße Tunika recta und eine komplizierte Frisur aus aufgesteckten Zöpfen (Tutulus). Darüber lag ein möglicherweise gelborangefarbener oder roter Schleier (flammeum, auch: maforte, mavorte), der Tunika und Kopf, nicht aber das Gesicht bedeckte. Bei Catull heißt es: „Komm’, die Blüte des lieblichen Majorans um die Stirn’, in der Linken den strahlenden Hochzeitsschleier, den weißen Fuß in der gold’nen Sandale“.

#### Judentum: Biblische und Talmudische Zeit
Im Judentum ist der Zweck der Ehe – Gefährtenschaft des Paares – sowohl im Talmud als auch in der Tora (Genesis 2,7–24 , Prediger 4,9–12 ) festgeschrieben. Die Vorgehensweise für eine Heirat ist in der Mischna festgelegt, die zur Tora gehört. Als mündliche Überlieferung war die Mischna vermutlich bereits vor dem babylonischen Exil (597–539 v. Chr.) entstanden; ihre heutige Schriftform erhielt sie im frühen 3. nachchristlichen Jahrhundert.

##### Verlobung
Die Eheschließung gliedert sich nach der Mischna in zwei Stufen: Verlobung und Heirat. Am Vorabend der Verlobung unterzogen sich Mann und Frau unabhängig voneinander einem rituellen Bad (Mikwe). Die Verlobung (qidduschin, erusin), deren Einzelheiten im Traktat Qidduschin geregelt sind, war eine in erster Linie rechtliche Transaktion, durch welche die Braut mit ihrem Einverständnis für ihren Bräutigam „bereitgestellt“ und dem Verbot von Ehebruch und verschiedenen weiteren Handlungen (arayot, entsprechend 3. Mose 18 ; mamzerut, entsprechend 5. Mose 23,2  u. a.) unterworfen wurde. Dem Wortlaut des Traktats entsprechend kann die Verlobung auf dreierlei Weisen erfolgen: durch ein Geldgeschenk an die Frau, durch eine schriftliche Absichtserklärung an die Frau oder durch sexuellen Verkehr; die letztere Möglichkeit wurde durch die Rabbiner später verworfen. Erst in nachtalmudischer Zeit wurde es üblich, dass der Mann der Frau bei der Verlobung anstelle des Geldes einen unverzierten goldenen Hochzeitsring gab; in einigen Regionen, etwa in Jemen und in Aleppo, steht im Zentrum der Verlobung noch heute die Übergabe einer symbolischen Münze. Von der Talmudischen Zeit (324–638 n. Chr.) bis ins Hochmittelalter wurde im Rahmen der Verlobung auch der Ehevertrag (ketubba) unterschrieben und verlesen, in dem die Pflichten des Mannes sowie die finanzielle Absicherung der Frau im Falle einer Scheidung oder Witwenschaft geregelt waren.

##### Heirat
Nach der Verlobung sollte der Mann sich etwa ein Jahr lang entweder dem Torastudium widmen oder die wirtschaftlichen Voraussetzungen für den Unterhalt seiner künftigen Familie schaffen; die Braut sollte ihre Aussteuer anfertigen. Erst danach folgte die Heirat (nisu'in, nissuin), nach der das Brautpaar auch sexuelle Beziehungen aufnehmen durfte. Die Liturgie begann mit den „Sieben Segnungen“ (sheva brachot, Traktat Ktubbot), die in der Talmudischen Zeit für Braut und Bräutigam getrennt vorgenommen wurden. Die Verwendung der Chuppa, des noch heute gebräuchlichen Traubaldachins, ist im Traktat Gittin zwar erwähnt, fand in den jüdischen Trauritus aber frühestens im Mittelalter Eingang. Auch die Anwesenheit und Mitwirkung eines Rabbis war vor dem 14. Jahrhundert nicht erforderlich. Einige Elemente der jüdischen Trauliturgie sind dagegen sehr alt, darunter der Brauch, dass der Bräutigam das Gesicht der Braut mit einem Schleier bedeckt (bedeken, hinuma; 1. Mose 24,64–65 , Traktat Ktubbot 17b), und das Zerbrechen eines Weinglases (Traktat Brachot 5:2), das die Brautleute auch auf dem Höhepunkt ihres persönlichen Glücks an die Zerstörung des Jerusalemer Tempels (586 v. Chr.) gemahnen soll.
Wie in Griechenland und Rom war auch im Judentum eine Brautprozession üblich; wenn der Bräutigam die Braut in der Nacht heimführte, erleuchteten die Teilnehmer den Festzug mit Öllampen und Fackeln. Das christliche Neue Testament belegt diese Praxis der Prozession mit dem Gleichnis von den klugen und törichten Jungfrauen (Matthäus 25,1-13 ) und ergänzt, dass das Hochzeitsfest endete, wenn der Bräutigam die Festgesellschaft verließ.

#### Germanen

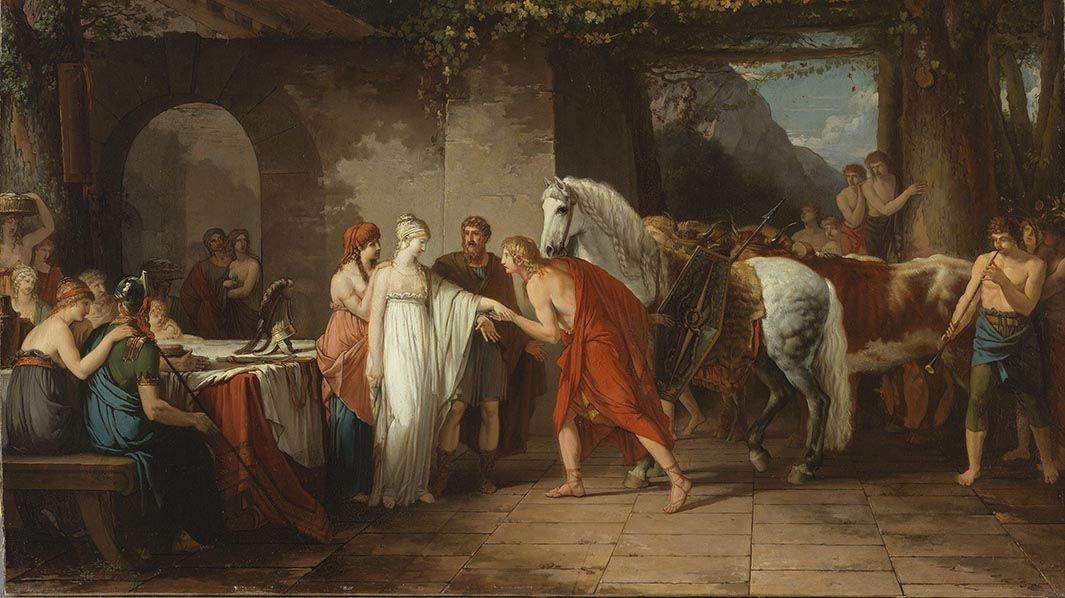
Hochzeit bei den Germanen (Jean-Pierre Saint-Ours, 1787)

##### Muntehe
Bei den germanischen Völkern bildete die Muntehe die normale Form der Eheschließung. Die Ehe wurde zwischen dem Bräutigam und dem Muntwalt der Braut (z. B. dem Vater) vereinbart. Um die personalrechtlichen Gewaltverhältnisse der Familie über die Braut (Muntgewalt), die im germanischen Recht eine große Rolle spielten, abzulösen, gab der Bräutigam einen Muntschatz (dos). Wie in vielen Teilen der antiken Welt gliederte die Eheschließung sich auch bei den Germanen in Verlobung (desponsatio) und Trauung (traditio puellae). Voraus ging die Brautwerbung.
Im Zentrum der Verlobung stand der Abschluss eines rechtsförmlichen Vertrages, mit dem der Muntwalt sich verpflichtete, dem Bräutigam die Braut samt der Muntgewalt zu übertragen; der Bräutigam leistete vom Muntschatz mindestens eine Anzahlung; die Braut verpflichtete sich zur Treue gegenüber dem Verlobten.
Die Trauung fand im Kreise der Verwandten statt und bestand aus einer Reihe von rechtsförmlichen Handlungen (Kniesetzung, Fußtritt, Handergreifung). Für das öffentliche Sichtbarwerden der Eheschließung sorgte anschließend die Heimführung der Braut im feierlichen Zug von Brautmännern und Brautjungfern in das Haus des Bräutigams. Den Abschluss bildete ein festliches Gelage (Brautbier).
Eine Heirat nach germanischer Tradition wird im Nibelungenlied (ca. 1230) erwähnt, wo Siegfried Kriemhild „nach der Sitte“ heiratet, indem er sie in den Arm nimmt und küsst.

##### Weitere Eheformen
Neben der Muntehe kannten die germanischen Gesellschaften unter anderem die Friedelehe; nachweisen lässt diese sich etwa bei merowingischen Königen und bei Karl dem Großen. Von der Muntehe wird die Friedelehe herkömmlich dadurch unterschieden, dass sie allein aufgrund der Übereinstimmung der Gatten zustande kam, also auch ohne Konsentierung durch Angehörige der Frau. Die einzige Zuwendung, die die Friedel vom Bräutigam erhielt, war die Morgengabe.

#### Frühchristentum

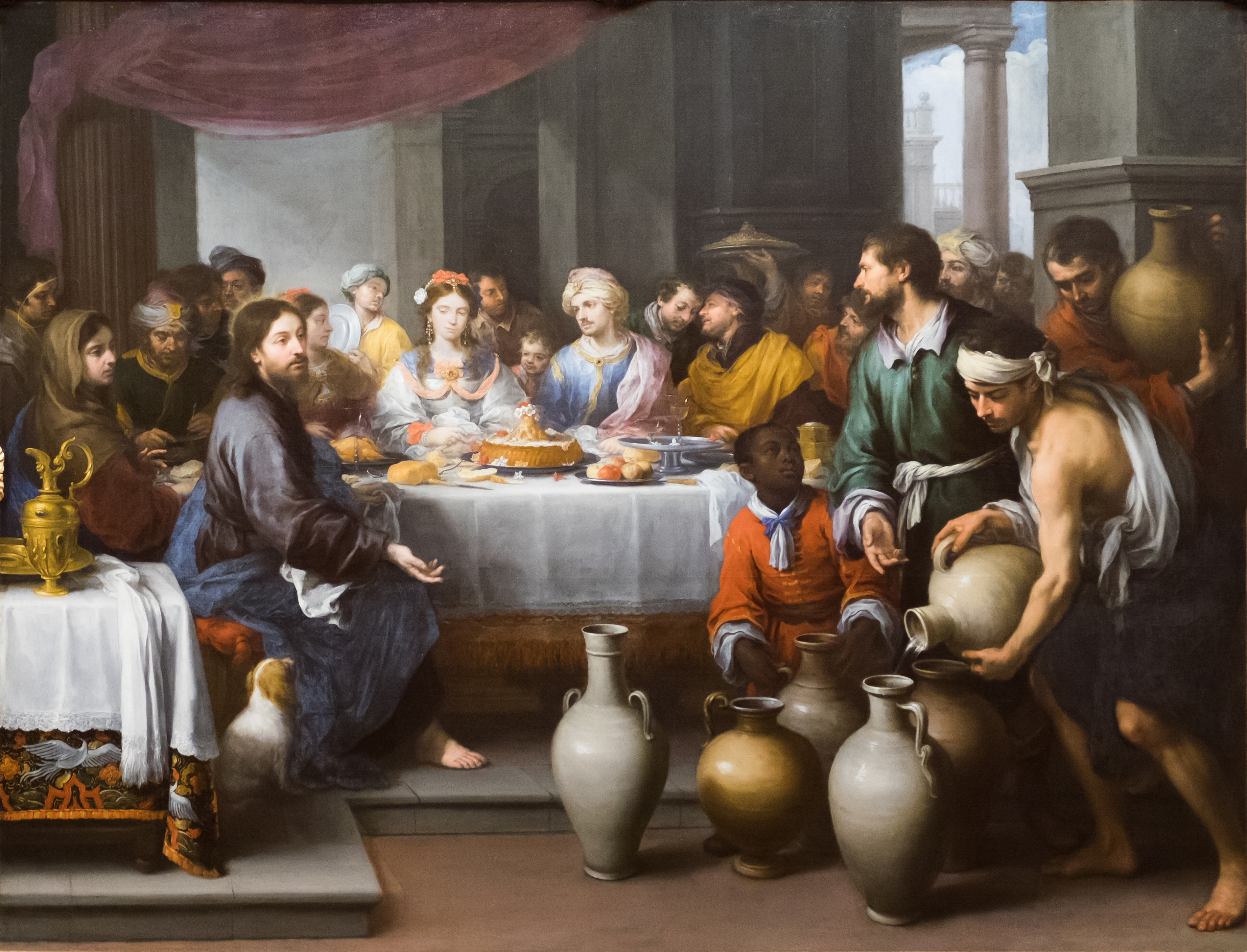
Murillo: Die Hochzeit zu Kana (um 1672)

Die christliche Heiratstradition mit ihrer Zweigliederung von Verlöbnis und Hochzeit hat sich aus der jüdischen Tradition entwickelt. Die Hochzeit zu Kana, die im Neuen Testament eine herausragende Position einnimmt, weil Jesus von Nazareth hier sein erstes Wunder vollzogen hat, war eine jüdische Hochzeit gewesen. Auch unter den Jüngern waren Verheiratete gewesen, darunter Simon Petrus (Matthäus 8,14–15 ).

##### Pro Zölibat
Die Position der Alten Kirche zur Ehe war äußerst zwiespältig. Einerseits standen die frühen Christen in der jüdischen und römischen Tradition, andererseits jedoch räumten sie, dem überlieferten Vorbild ihres Religionsstifters und dessen Täufers Johannes entsprechend, im Hinblick auf das bereits zu den eigenen Lebzeiten erwartete Reich Gottes dem Zölibat einen hohen Stellenwert ein und sahen die Ehe nur als nachrangige Alternative für solche Gläubige, denen sexuelle Entsagung nicht möglich sei (1 Kor 7,6–9 ).
Jesus selbst verwendete zwar Gleichnisse aus dem Themenkreis der Hochzeit (Vom großen Abendmahl, Ehrenplätze bei der Hochzeit, Von den klugen und törichten Jungfrauen) und als die Pharisäer ihn zu seiner Position zur Ehe befragten, verwies er sie auf 1. Mose 2,24 , wonach Frau und Mann von Gott zusammengefügt und ein untrennbares Fleisch seien (Markus 10,5–9 ). Gleichzeitig predigte er aber Weltabkehr und forderte die, die ihm nachfolgen wollten, dazu auf, sich von ihren Frauen und Kindern abzuwenden (Lukas 14,26 ).
Im 1. Korintherbrief schrieb Paulus: „Demnach, welcher verheiratet, der tut wohl; welcher aber nicht verheiratet, der tut besser.“ Um 160 n. Chr. entstand die Bewegung der Montanisten, im frühen dritten Jahrhundert formulierte Tertullian in seiner Schrift De exhortatione castitatis umfassende Anweisungen für ein keusches Leben, und um 320/325 gründete Pachomios die ersten christlichen Klöster. Basilius von Ancyra († um 365) kritisierte in seiner Schrift De virginitate die in der frühen christlichen Gemeinschaft offenbar verbreitete Praxis der Selbstkastration.

##### Pro Ehe
Gegen die Eheablehnung in den urchristlichen Gemeinden regte sich bereits früh Widerspruch, so etwa im Ersten Clemensbrief, den der römische Bischof Clemens am Ende des ersten nachchristlichen Jahrhundert an die Gemeinde in Korinth schrieb; darin kritisierte er diejenigen, die mit ihrer Enthaltsamkeit prahlen, und erinnerte daran, dass Gott Mann und Frau zu dem Zwecke geschaffen habe, dass sie fruchtbar sein und sich mehren mögen (1. Mose 9,1 ). Tertullian († nach 220) bezeichnete bestimmte seiner christlichen Zeitgenossen, die das Heiraten abschaffen wollten, als Häretiker. Um das Jahr 400 kritisierte Johannes Chrysostomos in seiner Schrift De virginitate liber diejenigen seiner Zeitgenossen, die die Ehe verbieten wollen, und wies auf, dass letztere die „Wogen der Begierlichkeit“ aufnehme und den Gläubigen dadurch „vorzüglich Ruhe und Schutz“ gewähre.

##### Fortbestehen der traditionellen Gebräuche
Spezielle christliche Traurituale spielten in der Antike zunächst aber nur eine geringe Rolle, auch Christen nahmen die Möglichkeit nur gelegentlich wahr. Die kirchliche Trauung war nicht verpflichtend, und noch im Jahre 866 stellte Papst Nikolaus I. ausdrücklich fest, dass der Verzicht auf kirchliche Feierlichkeiten und Segnungen keine Sünde darstellen.
Bis in die Renaissance hinein heirateten die weitaus meisten Paare gewohnheitsrechtlich, den jeweiligen lokalen Gesetzen, Gebräuchen und Traditionen entsprechend und ohne jede kirchliche Mitwirkung. Viele Ehen kamen gänzlich formlos und ohne Zeugen einfach dadurch zustande, dass der Mann auf seine Frage, ob die Frau ihn heiraten wolle, von ihr eine positive Antwort erhielt. Die abwertende Bezeichnung „Winkelehe“ (auch: Matrimonia clandestina) kam erst auf, nachdem die römische Kirche die Eheschließung zu monopolisieren suchte und die Vorgehensweise ächtete, bestrafte und in die Heimlichkeit drängte.

##### Entstehung des christlichen Traurituals
Einer der frühesten Hinweise auf die Liturgie einer christlichen Eheschließung findet sich bei Tertullian, der von einer Abfolge von Trauung, Eucharistie und Einsegnung (benedictio nuptiarum) berichtet. Aus dieser grundlegenden Liturgie entwickelten sich später die Trauungsmesse und zahlreiche Segnungsbräuche, die zunächst ganz uneinheitlich gehandhabt wurden.
Chrysostomos, dem besonders an der Überwindung der heidnischen Bräuche gelegen war, orientierte sich bei seiner Suche nach Vorbildern am Alten Testament bzw. der Heirat von Rebekka und Isaak (1. Mose 24 ): „siehe, wie dort nirgends eine diabolische Pompa [= Brautzug], nirgends Cymbeln, Flöten, Chortänze, satanische Convivien [= Gastmähler] und mit jeglicher Unanständigkeit angefüllte Schmähreden sich zeigen; dagegen herrscht aller Anstand, alle Weisheit, alle Mäßigung!“ Brautschleier und Brautring waren bereits bei den Römern üblich gewesen. Belege dafür, dass die Christen diese Bräuche übernahmen, finden sich bezüglich des Schleiers (velamen sacerdotale) erstmals bei Ambrosius († 397), und bezüglich des Brautringes bei Isidor († 636). Den Schleier deutete Isidor als einen Ausdruck der Bescheidenheit der Braut und ihrer Unterordnung unter den Willen des Mannes. Das erste Sakramentar, das ausdrücklich die Kommunion des Brautpaares vorsah, war das Sacramentarium Gelasianum (um 750). Als Schriftlektionen sind im Liber Comicus Toletanus Teplensis (zwischen dem 7. und 9. Jahrhundert) angegeben: Jeremia 29,5–7 , 1. Korinther 7,1–14 , Matthäus 19,3–6  und Johannes 2,1–11 .

### Mittelalter

#### Christentum

##### Fortentwicklung der Muntehe
Die bereits in germanischer Zeit verbreitete Muntehe bestand im Mittelalter weiter fort, und unter der kirchlichen Einflussnahme drängte seit dem 8. Jahrhundert die „dotierte Muntehe“ alle daneben noch bestehenden Eheformen mehr und mehr zurück. Während die Brautgabe in germanischer Zeit meist an die Sippe bzw. den Muntwalt der Braut gezahlt wurde, war bei der Dotalehe die Braut selbst die Empfängerin; im Falle einer Witwenschaft diente die Gabe ihr nun als wirtschaftliche Absicherung.
Vermutlich im Frühmittelalter entstand im germanischen Recht das Konzept des Beilagers, das allerdings erst im Hochmittelalter verschriftlicht wurde, im deutschsprachigen Raum etwa im Mühlhäuser Reichsrechtsbuch (1224/1231). Der Geschlechtsverkehr des Paares in der Hochzeitsnacht wurde somit bereits vor der Christianisierung der Ehe ein konstitutiver Teil der Hochzeit. Nach der Brautnacht erhielt die Frau vom Manne die Morgengabe, durch die sie als rechtmäßige Ehefrau ausgezeichnet wurde. Der Brauch der Morgengabe stammte von der Praxis der Friedelehe her, wurde dann aber auch für die Muntehe üblich, wo die Gabe zur dos hinzutrat.

###### Das WortHeirat
Das anhand von Sprachvergleichen rekonstruierte germanische Wort für die Hausgemeinschaft war hīwa-*; in althochdeutscher Zeit entstand daraus das Verb hīwen* und im Mittelhochdeutschen schließlich hîwe, hîje, hîe. Bis ins Hochmittelalter sind dies die einschlägigen Verben, mit denen die Heirat bezeichnet wird. Bereits im Althochdeutschen entstand daneben das Kompositum hīrāt, dessen zweiter Bestandteil rāt
so viel wie „Zurüstung“, „Einrichtung“, „Stiftung“ bedeutet. Zunächst bezeichnete mittelhochdeutsch der hîrât (maskulinum) den geordneten ehelichen Hausstand oder eben Hausrat und erst später die Eheschließung und Vermählung. Nach anderer Quelle bezog das Wort sich auf die Heimführung (ahd. heimleiti) der Braut, die seit der germanischen Zeit unabhängig von der Eheform den rituellen Kern aller Eheschließungen bildete.
Noch in Luthers Bibelübersetzung (1545) kommt das Substantiv Heirat nicht, das Verb heiraten nur gelegentlich vor (1. Korinther 7,38 ); daneben verwendet Luther auch das Verb ehelichen (1. Mose 25,7 , Sprüche 30,23 ).

##### Kirchenrechtliche Perspektive: die Ehe alscontractioundconsummatio
Die kirchenrechtliche Regelung der Eheschließung erfolgte in vielen Einzelschritten: zunächst durch die auf Konzilien verabschiedeten Canones, die im Hochmittelalter dann zum Corpus Iuris Canonici zusammengefasst wurden.
contractio
Die Ehe hat im Christentum Vertragscharakter, ein Konzept, das aus dem römischen Recht übernommen wurde und von Kirchenvätern wie Augustinus und Chrysostomos bereits in der Antike für das Christentum adaptiert wurde. Als praktische Folge ergab sich für die Eheschließung nicht nur die Konsenserfordernis, sondern auch die Formfreiheit. Selbst nach der Sakramentalisierung der Ehe gingen die römischen Theologen davon aus, dass die Brautleute sich das Sakrament selbst spenden und der Priester nur ein qualifizierter Zeuge sei. Verlöbnis und Ehe kommen grundlegend dadurch zustande, dass beide Brautleute der Vermählung zustimmen. Das von Bräutigam und Braut gegebene Jawort bildet seitdem den Mittelpunkt des christlichen Trauritus.
consummatio
Die Haltung der Kirche zum Vollzug der Ehe hat sich im Laufe der Jahrhunderte durchaus gewandelt. So beschloss das vierte Konzil von Karthago (398) noch: „Bräutigam und Braut sollen, um den Segen des Priesters zu empfangen, von ihren Eltern oder von Brautjungfern (Brautführern) geleitet werden und nach Empfang des Segens aus Ehrfurcht vor demselben die erste Nacht in der Jungfräulichkeit verharren.“
Eine Ehe, welche unter Christen immer als Schwelle für die Ausübung legitimer Sexualität verstanden wurde, wurde durch contractio (Ehevertrag, Eheversprechen) und consummatio (Vollzug der Ehe) geschlossen. Damit hatten sich die Brautleute das Ehesakrament gespendet. Weil der Vollzug zur Rechtsgültigkeit der Ehe erforderlich war, wurde er bisweilen unter Zeugen vorgenommen oder durch „Beweise“ dokumentiert. Im Allgemeinen galt aber die widerlegbare rechtliche Vermutung des Ehevollzugs ab dem Zeitpunkt, zu dem der Bräutigam seine Braut „heimführte“ und zu sich nahm. Da eine Scheidung undenkbar war, konnte die Ehe nur aufgelöst werden, wenn das Fehlen einer Voraussetzung bei der Eheschließung nachzuweisen, die Ehe also von vornherein ungültig gewesen war (vgl. Ehenichtigkeit). Ansonsten war zwar eine „Trennung von Tisch und Bett“ möglich, die Wiederheirat der getrennten Partner mit einem neuen Partner aber ausgeschlossen.

##### Vorgeschichte der Verkirchlichung der Trauung
Zu den ersten Autoren, die eine Verchristlichung der Eheschließung forderten, zählt der apostolische Vater Ignatius von Antiochien, der im zweiten Jahrhundert in seinem Brief an Polykarp schrieb: „Es gehört sich, dass Bräutigam und Braut mit Gutheißen des Bischofs die Verbindung eingehen, damit die Ehe sei im Sinne Gottes und nicht nach sinnlicher Begierde. Alles geschehe zu Gottes Ehre.“ Deutlich schärfer wird die Forderung nach einer christlichen Eheschließung bei Tertullian († nach 220), der die nicht vor der Kirche geschlossenen Ehebündnisse auf eine Stufe mit Ehebruch und Hurerei stellte. Ein strenges Gebot der Einsegnung der Ehe durch einen Priester folgte durch Papst Hormisdas († 523).
Wie der Anthropologe Joseph Henrich aufgewiesen hat, verfolgte die römisch-katholische Kirche im weströmischen Reich vom 6. Jahrhundert an ein rigoroses Heirats- und Familienprogramm, dessen Ziel vor allem darin bestand, die mächtigen Clans zu zerschlagen. Diese hatten bis dahin in hohem Maße die Loyalität ihrer Mitglieder gebunden. Um Loyalität für die eigene Sache zu gewinnen, unterband die Kirche Ehen zwischen Cousins, Inzest und Scheidungen. Von 1003 an durften im Heiligen Römischen Reich nicht einmal mehr Cousins 6. Grades heiraten. Fast überall in Westeuropa schrumpften die Familien. Infolge der Heiratsbeschränkungen blieben auch immer mehr Gläubige kinderlos und vererbten ihren Besitz der Kirche.
Im Jahre 780 schrieb Karl der Große per Gesetz vor, dass eine Eheschließung nur gültig sei, wenn das Brautpaar dabei nach altem Gebrauch mit Gebeten und Eucharistie (latein. precibus et oblationibus) eingesegnet werde.

##### Sakramentalisierung der Ehe
Bereits der Kirchenvater Augustinus (354–430) hatte Grundlagen für eine Sakramentalisierung der Ehe geschaffen. In seiner Schrift De bono coniugali (401) stellte er die christliche Ehe auf das Fundament dreier Elemente: proles (Kinder), fides (Treue) und sacramentum (die Ehe als Sakrament, als sichtbares Zeichen einer unsichtbaren göttlichen Realität).
Bis diese tatsächlich erfolgte, vergingen allerdings sieben Jahrhunderte. Das erste offizielle Kirchendokument, in dem die Ehe als Sakrament bezeichnet wurde, entstand auf dem Zweiten Laterankonzil (1139); eine Bestätigung folgte auf dem Konzil von Verona (1184). Gänzlich unstrittig wurde der neue Stellenwert der Ehe, als im Jahre 1274 auf dem Zweiten Konzil von Lyon die Siebenzahl der Sakramente festgestellt wurde.

##### Fortentwicklung des christlichen Trauritus
Noch im 12. Jahrhundert bestand die religiöse Zeremonie hauptsächlich darin, dass Mann und Frau untereinander Segnungen und Gebete austauschten; der Priester trat nur in Erscheinung, um die Vereinbarungen des Paares zu bezeugen. Dies änderte sich grundlegend nach der Sakramentalisierung. Der Priester übernahm die Leitung der Zeremonie und ein fester Trauritus entstand, so wie er im Kern bis in die Gegenwart erhalten ist.

###### Brauttortrauung

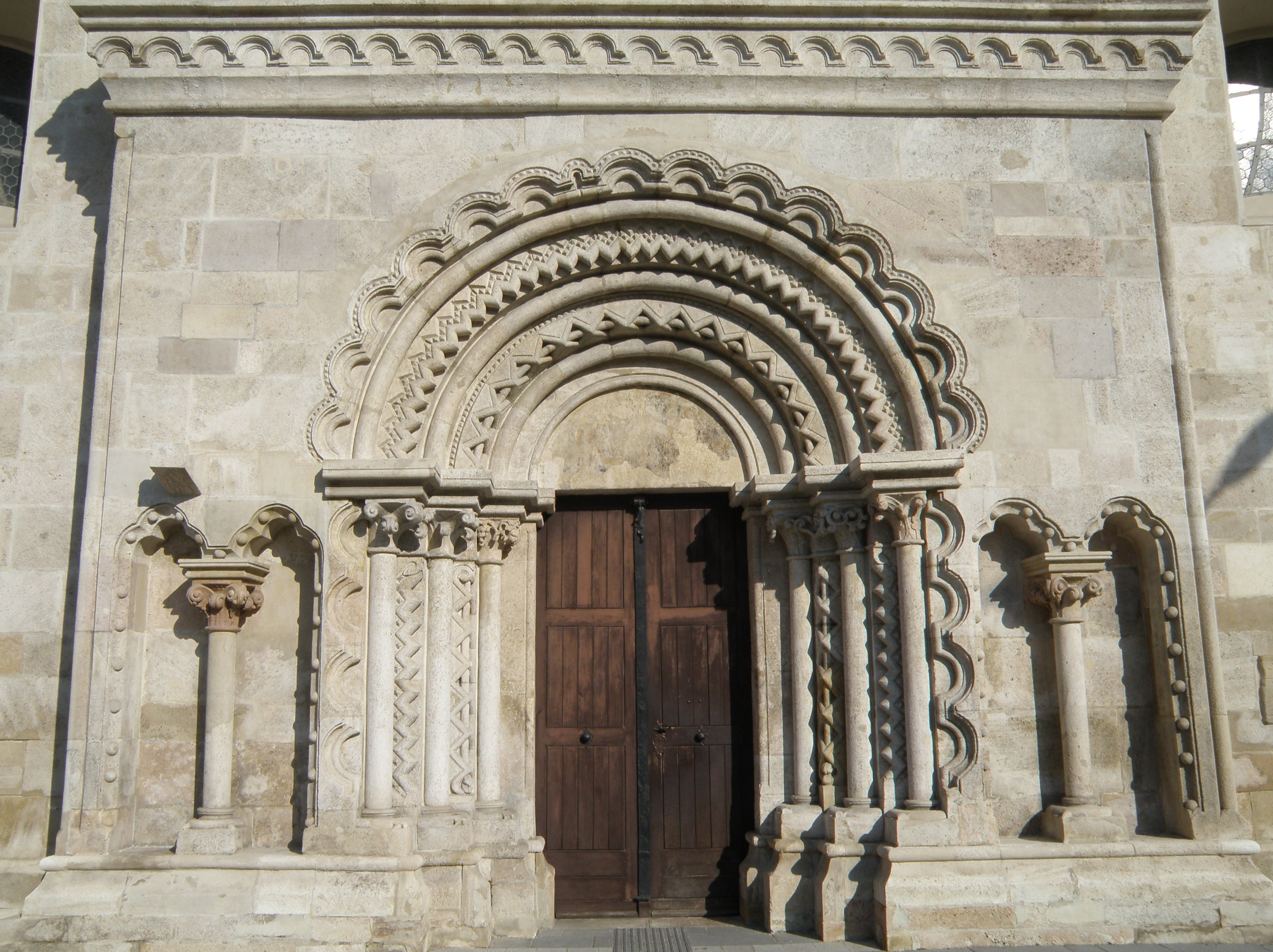
Brauttor (Dom von Wiener Neustadt, Einweihung 1279)

Den Anfang der neuen Kasualie markierte die Brauttorvermählung, eine Trauung auf dem Kirchplatz in facie ecclesiae; diese mindestens seit dem 10. Jahrhundert übliche Vorgehensweise hatte ihren Ursprung im normannisch-angelsächsischen Bereich und breitete sich von dort über andere Gebiete des Abendlandes aus. Der vom Priester geleitete Ritus umfasste Gebete, die Erfragung des Ehewillens, die Anvertrauung der Brautleute aneinander, die Überreichung der Gaben des Bräutigams (Ring, manchmal auch Münzen oder Eheurkunde) an die Braut und eine abschließende Segensbitte. Darauf folgte in der Kirche eine Brautmesse. Das Privileg einer rechtsförmig geschlossenen Ehe wurde bis ins ausgehende 14. Jahrhundert allerdings nur von Adligen in Anspruch genommen.

###### Aufgebot
Seit dem vierten Laterankonzil (1215) war es verbindlich, dass der Priester eine geplante Trauung öffentlich bekannt machte; Zweck dieses Aufgebots war es, Zeit zu gewinnen, um eventuelle Ehehindernisse – etwa eine bereits bestehende Ehe – ermitteln zu können. Nach der Einführung der Zivilehe im 19. Jahrhundert übernahmen in Deutschland die Standesämter die Praxis; erst 1998 wurde sie endgültig abgeschafft.

###### Sonderform: Trauung per Stellvertreter
Seit dem 12. Jahrhundert sind Trauungen per Stellvertreter („Handschuhehen“, Prokuraehen) belegt. Eines der frühesten Beispiele bildet der Fall der Isabella II. von Jerusalem (1212–1228), die im August 1225 in der Heilig-Kreuz-Kathedrale in Akkon mit dem kaiserlichen Prokurator Bischof Jakob von Patti vermählt und anschließend in Tyros gekrönt wurde, bevor sie im November desselben Jahres in Brindisi mit ihrem eigentlichen Ehemann, Kaiser Friedrich II., zusammengeführt wurde. Trauungen per Stellvertreter kamen ausschließlich im Hochadel vor, wenn die Braut, die aus einem fernen Land eingeschifft werden musste, aus politischen Gründen ausgewählt worden war. Die Regelung war ein Bestandteil des kanonischen Rechts und hatte auch im späten römischen Recht schon existiert. Literarische Berühmtheit hat die Handschuhehe durch den Tristan-und-Isolde-Stoff erlangt, dessen früheste erhaltene Schriftfassungen aus dem 12. Jahrhundert stammen.

##### VermählungundHochzeit
Das Verb hîwe, hîje, hîe wird im Hochmittelalter durch den neuen Ausdruck „vermählen“ verdrängt. Das Verb (mhd. mahele, mehele) hatte bis dahin die Bedeutung „vor Gericht laden“, „gerichtlich festsetzen“, wird von der ersten Hälfte des 12. Jahrhunderts an aber auch im Sinne von „verloben, vermählen“ verwendet (Millstätter Handschrift). Das Substantiv Vermählung (mhd. máhelunge, méhelunge) findet sich in der Lebensbeschreibung der Elisabeth von Thüringen (1257). Das Substantiv Gemahl (ahd. gi-mahalo, mhd. gemahel: „Verlobter“, „Bräutigam“) hingegen hatte bereits im Althochdeutschen existiert.
Das Wort Hochzeit (mhd. hôchzît) hatte noch im Jahre 1044 ausschließlich geistliche Feste wie Weihnachten, Ostern, Pfingsten und Allerheiligen bezeichnet. Ein erster Beleg für den Bezug des Wortes auf das mit einer Eheschließung verbundene Fest findet sich im Jahre 1472 in Albrecht von Eybs Ehebüchlein. Eine Dekade später wird das Wort auch benutzt, um die Eheschließung selbst zu bezeichnen.

### Neuzeit

#### Christentum: DekretTametsiund Verkirchlichung der Trauung
Zu den wichtigsten Stationen in der Geschichte der christlichen Ehe zählt das Dekret Tametsi, das 1563 in der 24. Sitzung des Konzils von Trient verabschiedet wurde. Darin wurde festgestellt, dass Ehen, die ohne kirchliche Mitwirkung zustande kommen, im kanonischen Recht zwar als vollgültige Ehen anerkannt werden, dass die Kirche solche Eheschließungen aber verabscheue und verbiete. Hintergrund des Verbots war die Sorge, dass Personen sich mehrfach verheiraten könnten; konsequenterweise wurde auch der 1215 eingeführte Aufgebotszwang im Tametsi-Dekret noch einmal bestätigt.
Im letzten Viertel des 16. Jahrhunderts erscheint im Deutschen auch das Wort Trauung erstmals im heutigen Sinne.
Lange Zeit waren die meisten Brautleute bis zur Hochzeit offiziell Jünglinge und Jungfrauen. In älteren Traueintragungen im Kirchenbuch wurde im Allgemeinen die Bezeichnung Jungfrau (abgekürzt J.) für die Braut gebraucht, solange der Pfarrer nicht vom Gegenteil überzeugt war. Anderenfalls wurde die Braut als deflorata oder (wenn sie schwanger war) gar impraegnata bezeichnet, und die Trauung fand „auf Verordnung“ oder „in der Stille“ statt, wobei dann oft der Name des Brautvaters in der Traueintragung fehlt (siehe auch Toter Punkt in der Genealogie: Endpunkt einer Ahnenlinie).

#### Eheschließung in der protestantischen Kirche
Nach der Reformation wurde zunächst von den weltlichen Obrigkeiten in protestantischen Gebieten, mit dem Konzil von Trient dann auch von der katholischen Kirche die öffentliche kirchliche Trauung durch den Pfarrer und vor Zeugen als obligatorische Eheschließungsform etabliert (Formpflicht). Damit begann die ausschließliche Zuständigkeit der Kirchen für die Eheschließung. Die Kirchen wurden dabei auch die alleinigen rechtlichen und moralischen Instanzen in Ehe- und Familiensachen. Diese Phase endete mit der Einführung der bürgerlichen Ehe im 19. Jahrhundert.

#### Kirchliche Eheschließung und Zivilehe
Das erste Land, das in der Neuzeit die zivile – also nicht religiös, sondern gesetzlich begründete – Ehe einführte, war 1792 die Erste französische Republik. 1874 folgten Preußen und die Schweiz, 1875 das gesamte Deutsche Reich, 1938 – unter der deutschen Besetzung – schließlich auch Österreich. Seit dem Konzil von Trient waren die Kirchengemeinden verpflichtet, Eheregister zu führen. Mit der Einführung der Zivilehe wurden Standesämter bzw. Zivilstandsämter eingerichtet. Sie führten die Ziviltrauung durch und Eheschließung und registrierten. Der Nutzen der Säkularisierung der Ehe bestand für die Bürger darin, dass keine Verbindung zu einer der christlichen Kirchen bestehen musste. Ebenso waren nun Scheidungen zivilrechtlich möglich.
Seit 2017 können in Deutschland auch gleichgeschlechtliche Paare heiraten; Österreich folgte 2018, die Schweiz 2022.
Der rechtssprachliche Ausdruck Eheschließung lässt sich im Deutschen mindestens seit 1784 nachweisen.
In Deutschland galt von 1875 bis 2008 die obligatorische Zivilehe, was heißt, dass nur standesamtlich verheiratete Paare in die Kirche getraut werden durften. Wer ohne standesamtlich getraut zu sein, zur kirchlichen Trauung schritt, beging eine Ordnungswidrigkeit. Die Kirchen fordern die Ziviltrauung weiterhin zumindest für den Normalfall. Kirchliche Trauungen vor der Ziviltrauung in Fällen von Todesgefahr und sittlichem Notstand waren als „Nottrauungen“ anerkannt.

#### Zivile Eheschließung in der Moderne

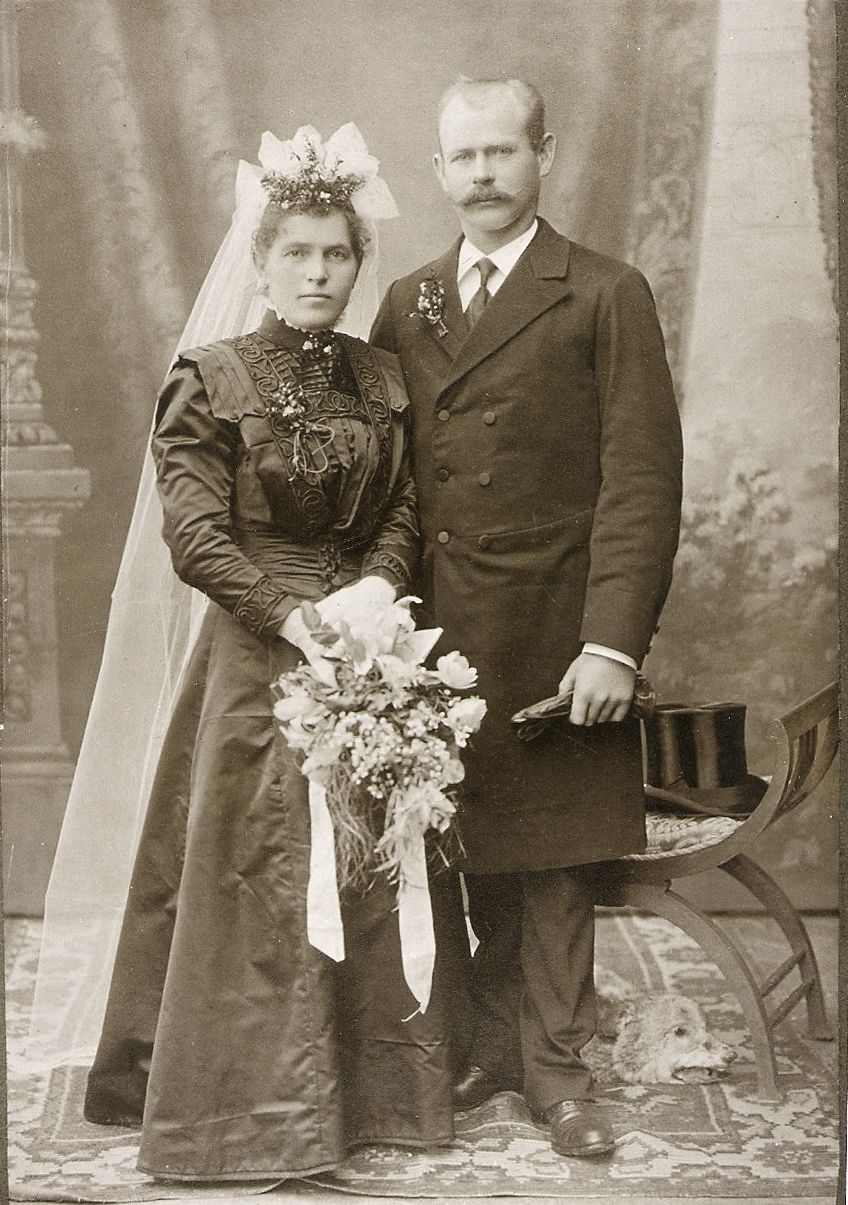
Brautpaar um 1900, Oberschwaben.

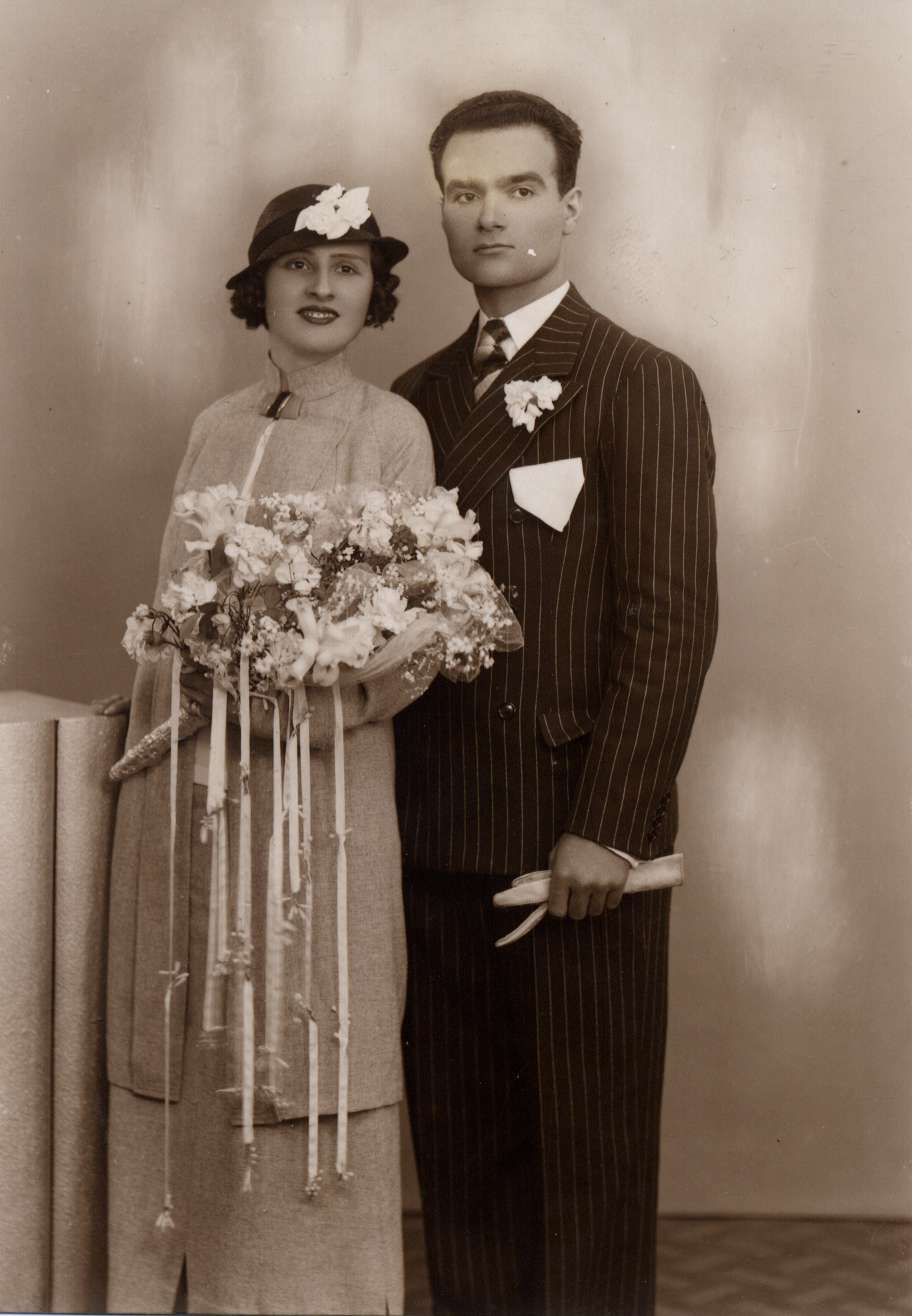
Brautpaar um 1935, Barcelona, Spanien

Die standesamtliche Trauung ist eine staatliche Zeremonie. In deren Ablauf nimmt der Standesbeamte die Personalien auf und hält eine Traurede. Er fragt das Brautpaar, ob sie einander heiraten wollen, verliest das Protokoll der Heirat und bittet das Brautpaar um die Unterzeichnung der Heiratsurkunde. Vor der Verlesung des Protokolls können die Trauringe gewechselt werden. Trauort ist gewöhnlich ein Saal im Standesamt; oft wird auch die Möglichkeit eingeräumt, die Trauung an einem Ort eigener Wahl vornehmen zu lassen.
Eine Sonderform der Eheschließung war die Ferntrauung, die im Zweiten Weltkrieg möglich war. Dabei war der an der Front eingesetzte Soldat nicht persönlich anwesend. In einigen Fällen kam es so sogar zu Heiraten mit Verstorbenen, da die Nachricht vom Tode des Soldaten das Standesamt nicht immer rechtzeitig erreichte.
Während der Teilung Deutschlands wurde in der damaligen DDR die Sozialistische Eheschließung als Alternative zur kirchlichen Trauung propagiert. Dabei fand zunächst im festlichen Rahmen mit Musik etc. die standesamtliche Trauung in einem Kulturhaus bzw. im Betrieb der Brautleute statt. Der Betriebsleiter bzw. Parteisekretär hielt eine Ansprache. Im Anschluss an die Trauung besuchte das Brautpaar ein Denk- oder Ehrenmal für die gefallenen sowjetischen Soldaten, wo sie den Brautstrauß als Zeichen der Verbundenheit und Staatstreue niederlegten.

#### Gegenwartstrends

##### Verhältnis der Eheschließung zur Begründung der Partnerschaft
Während die Eheschließung traditionell auch das Zusammenleben der Ehepartner begründet, ist es in den Ländern der Westlichen Welt heute weitgehend üblich geworden, dass Paare erst heiraten, nachdem sie bereits eine längere Liebesbeziehung oder Partnerschaft miteinander geführt haben, oft im gemeinsamen Haushalt. In Großbritannien zum Beispiel leben Paare, wenn sie heiraten, im Mittel bereits seit 3,5 Jahren zusammen; nur jedes zehnte Paar beginnt erst nach der Heirat aus einem gemeinsamen Budget zu wirtschaften.

##### Kirchliche Trauung als Zusatzoption
Viele christliche Paare heiraten erst standesamtlich und anschließend kirchlich. In Deutschland betrug der Anteil der kirchlichen Trauungen im Jahre 2015 22,5 %. Nicht nur in Deutschland, Österreich und der Schweiz, sondern auch in anderen Ländern mit obligatorischer Zivilehe (z. B. Benelux-Staaten, Frankreich, Rumänien, Russland) ist die der kirchlichen Trauung vorausgehende zivile Zeremonie zwingend.

##### Sprachregelungen
Verheiratet
Das Adjektiv „verheiratet“ ist der juristische Ausdruck für den Familienstand von Ehepartnern. Verheiratet zu sein ist einer von verschiedenen möglichen Familienständen. Der Begriff ist vom Verb „heiraten“ grammatikalisch abgeleitet, wird aber nur auf Eheleute, nicht aber auf Lebenspartner angewandt.
Lebenspartnerschaft
Ob die Bezeichnungen Heirat und heiraten auch für das Eingehen einer eingetragenen Partnerschaft gilt, oder ob es dort besser verpartnern heißt, war 2002 noch offen. Heirat und heiraten wird von manchen Journalisten auch für das Eingehen einer eingetragenen Partnerschaft verwendet. Nachdem der Lesben- und Schwulenverband in Deutschland (LSVD) dieser Sicht anfangs folgte, benutzt er mittlerweile auch den Begriff verpartnern. Auch Volker Beck und Bündnis 90/Die Grünen, Die Linke, andere Journalisten und Verlage verwenden ihn. Gegner der rechtlichen Gleichstellung von gleichgeschlechtlichen Paaren wie Wuestenstrom lehnen die Bezeichnung Heirat für Paare nach dem Lebenspartnerschaftsgesetz ab. In einigen Ländern sind gleichgeschlechtliche Ehen heterosexuellen rechtlich dagegen völlig gleichgestellt, so dass der Ehebegriff geschlechtsunabhängig verwendet wird.
Verpartnerung
Zur Klarstellung oder zur Abgrenzung vom Eingehen der Ehe wird unter anderem vom LSVD der Begriff Verpartnerung verwendet. Auch das deutsche Recht kennt neben den Familienständen ledig, verheiratet, verwitwet und geschieden noch einen weiteren, vom Gesetzgeber allerdings nicht näher bezeichneten Familienstand für Personen, die in einer Lebenspartnerschaft leben. Im Einwohnermeldewesen werden die Kürzel LP für verpartnert (Lebenspartnerschaft), LA für entpartnert (Lebenspartnerschaft aufgehoben) und LV für partnerhinterblieben (Lebenspartner verstorben) verwendet.

## Eheschließungen im christlich geprägten Raum

### Trauung
Der Begriff Trauung ist etwa seit dem 13. Jahrhundert belegt und meint ursprünglich das „Anvertrauen“ einer Frau an den Ehemann. Heute bezeichnet es vor allem das Ritual der Eheschließung als solches, auch in Form einer kirchlichen Trauung oder sonstigen religiösen Feier. Die Trauung ist der Akt, mit dem die Ehe begonnen wird. Es wird unterschieden zwischen der standesamtlichen, der kirchlichen sowie einer freien Trauung, wobei die letzteren beiden keine rechtliche Bedeutung haben.

#### Kirchliche Trauung

##### Römisch-katholische Kirche

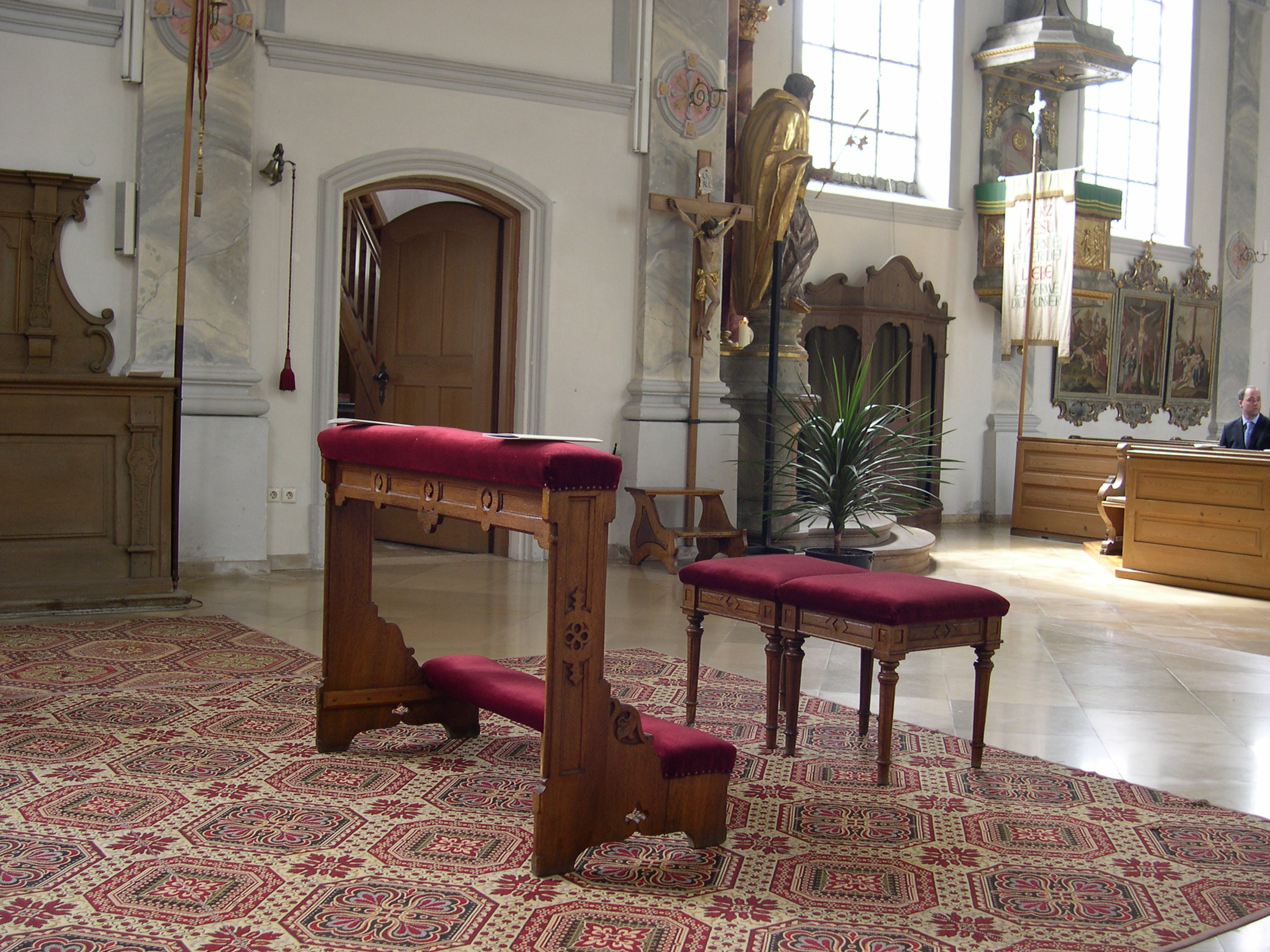
Kniebank und Stühle für eine kirchliche Trauung (Unterallgäu, 2007)

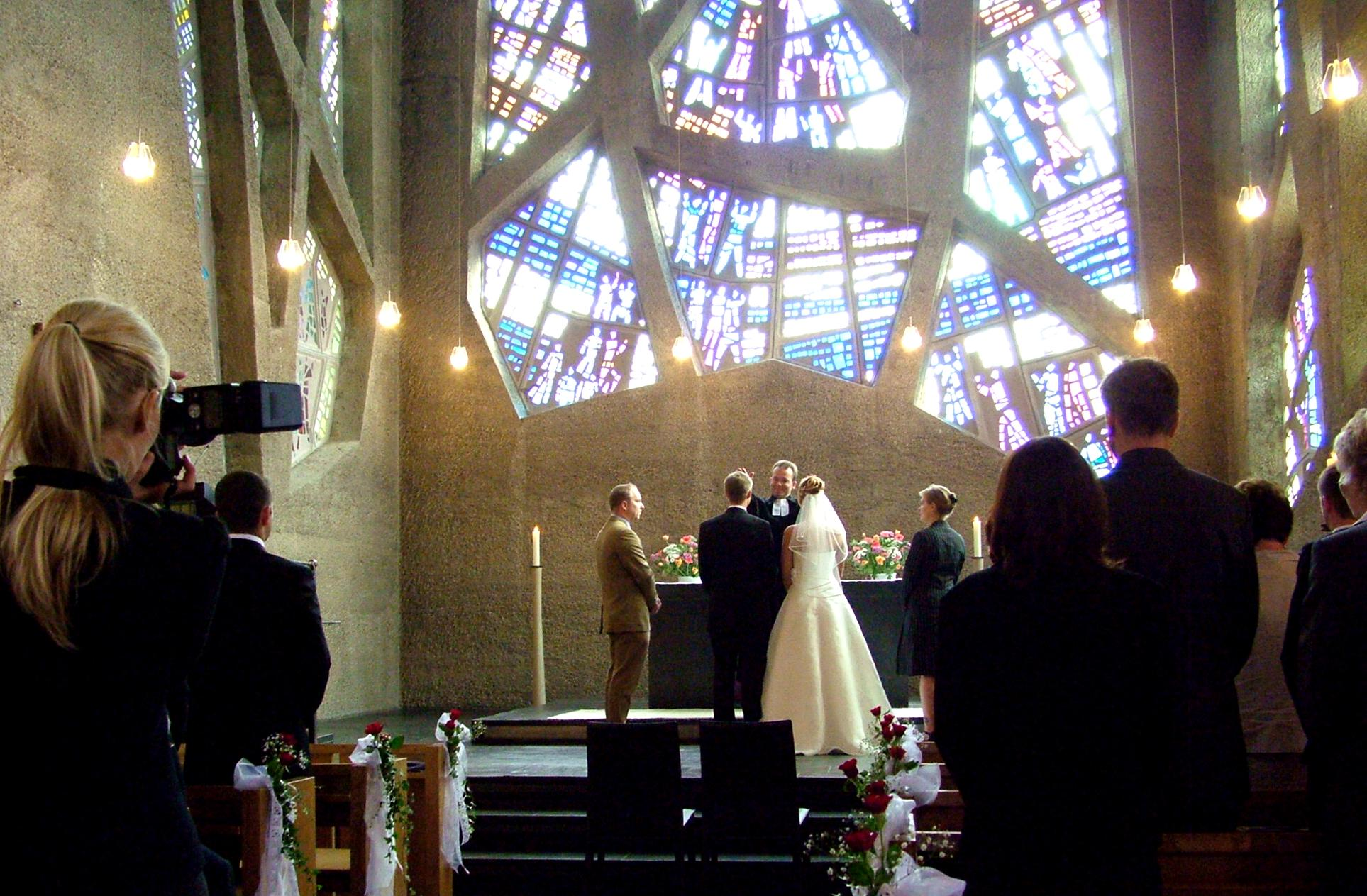
Evangelische Trauung in Köln (Reformationskirche in Köln-Marienburg, 2007)

Die kirchliche Trauung hat aufgrund der Trennung von Kirche und Staat in Deutschland, Österreich, der Schweiz, Frankreich, Schweden und bestimmten anderen Ländern nur kirchenrechtliche Relevanz. Im Vereinigten Königreich, Irland, Spanien, Polen, Italien sowie Ländern mit Staatskirchen (etwa Griechenland und Dänemark) gilt die kirchliche Trauung auch zivilrechtlich.
In den meisten Konfessionen kann die Ehe nur zwischen Mann und Frau geschlossen werden. Wo es notwendig ist (wie in Deutschland bis zur Reform des Personenstandsgesetzes), muss das Paar schon standesamtlich getraut sein (siehe Verbot der religiösen Voraustrauung).
Nach der Lehre der katholischen Kirche spenden sich die Brautleute das Sakrament der Ehe selbst durch Treueversprechen und Beischlaf. Die Brautmesse ist die Feier der Ehe. Die Ehe kommt gültig zustande unter Assistenz eines Klerikers bei der Trauung. Wichtig sind dabei die Trauzeugen für den Eintragung in das Kirchenbuch; eine nochmalige kirchliche Eheschließung wird damit ausgeschlossen. Ist kein Kleriker in absehbarer Zeit erreichbar, genügt das Ja-Wort vor den Trauzeugen und eine spätere Meldung zum Eintrag ins Kirchbuch.
Die evangelische Kirche versteht die Ehe nicht als Sakrament. Im kirchlichen Traugottesdienst zur bereits erfolgten Eheschließung wird die eheliche Gemeinschaft unter Gottes Wort und Segen gestellt. Die kirchliche Trauung findet nahezu ausschließlich in Kirchenräumen statt. Es gibt Ausnahmen, in denen ein anderer Ort (etwa im Freien) genehmigt wird. Heiratet man nicht in seiner eigenen Gemeinde, benötigt man die Zustimmung des zuständigen Pfarrers, der ein Dimissoriale erteilen muss.

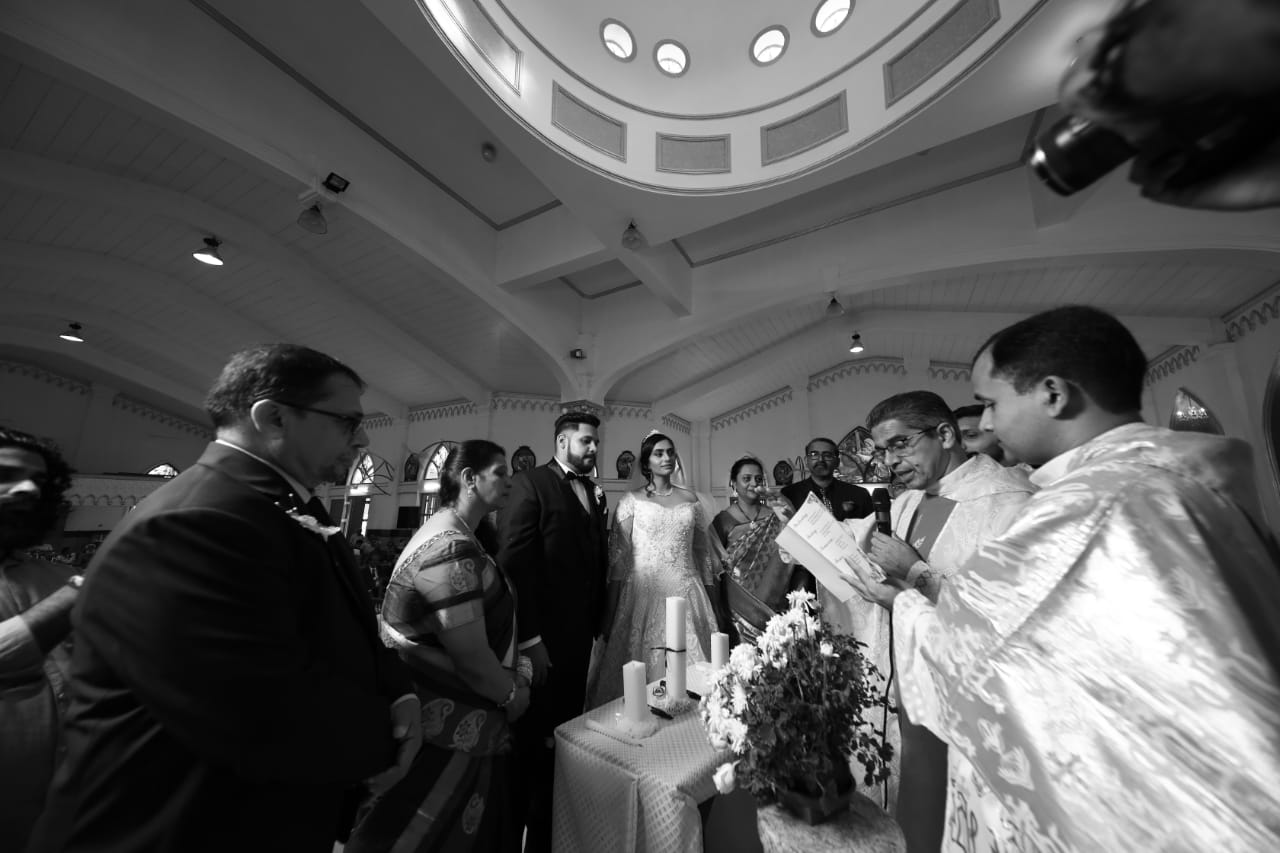
Eine katholische Trauung in Indien

Katholische Trauungen finden meist im Rahmen einer Heiligen Messe mit Eucharistiefeier statt, in der die Brautleute gemeinsam auch die Kommunion empfangen.
Grundsätzlich setzt die kirchliche Trauung voraus, dass beide Eheleute einer Kirche angehören und ein Partner Mitglied der Konfession ist, in deren Kirche die Trauung durchgeführt werden soll. Bei Partnern unterschiedlicher Konfession obliegt dem Pfarrer bzw. der Kirchengemeindeleitung vor Ort die Entscheidung, ob das Paar dennoch getraut werden kann. Will ein Katholik einen nichtkatholischen Partner nicht in einer katholischen Trauung heiraten, sondern im Ritus einer anderen Konfession oder bei Ehen mit Nichtchristen auch nur standesamtlich, so muss er über den Ortspfarrer beim Bischof eine Dispens von der Formpflicht einholen.
Wenn einer der Partner katholisch oder evangelisch ist und beide eine sogenannte „ökumenische Trauung“ wünschen, erfolgt die Anmeldung auf beiden Pfarrämtern. Abhängig davon, in welcher der beiden Kirchen die Trauung vollzogen werden soll, wird jeweils ein Pfarrer der anderen Konfession um Assistenz gebeten. In der evangelischen Kirche ist die „ökumenische Trauung“ also eine evangelische Trauung unter Mitwirkung eines katholischen Geistlichen – und umgekehrt. (Eine Ausnahme gilt für den Bereich der Erzdiözese Freiburg und der Evangelischen Landeskirche in Baden, wo die Möglichkeit einer ökumenischen Trauung nach Formular C besteht.)
Vieles Brauchtum, das mit kirchlichen Trauungen in Verbindung gebracht wird, hat keinerlei christliche Wurzeln. Brautschleier und Trauringe stammen aus der jüdischen Tradition; letztere wurden, als Symbol unverbrüchlicher Treue, aber schon in Römischer Zeit Teil der christlichen Trauliturgie. Der Hochzeitskuss hat seinen Ursprung im römischen Vertragsrecht und kommt in der christlichen Liturgie gar nicht vor. Weiße Brautkleider kamen weltweit en vogue, nachdem die britische Königin Victoria 1840 unter großer Anteilnahme der Öffentlichkeit „ganz in Weiß“ geheiratet hatte. Kein bloßes Brauchtum, sondern von grundlegender kirchenrechtlicher Bedeutung ist hingegen der Vollzug der Ehe in der Hochzeitsnacht. Da die katholische Kirche in ihrem Gesetz (Codex Iuris Canonici) als primären Zweck der Ehe die Erzeugung und Erziehung von Nachwuchs festgeschrieben hat, liegt eine Ehe im vollen kirchenrechtlichen Sinne erst vor, wenn zwischen den Eheleuten auch Geschlechtsverkehr stattgefunden hat.

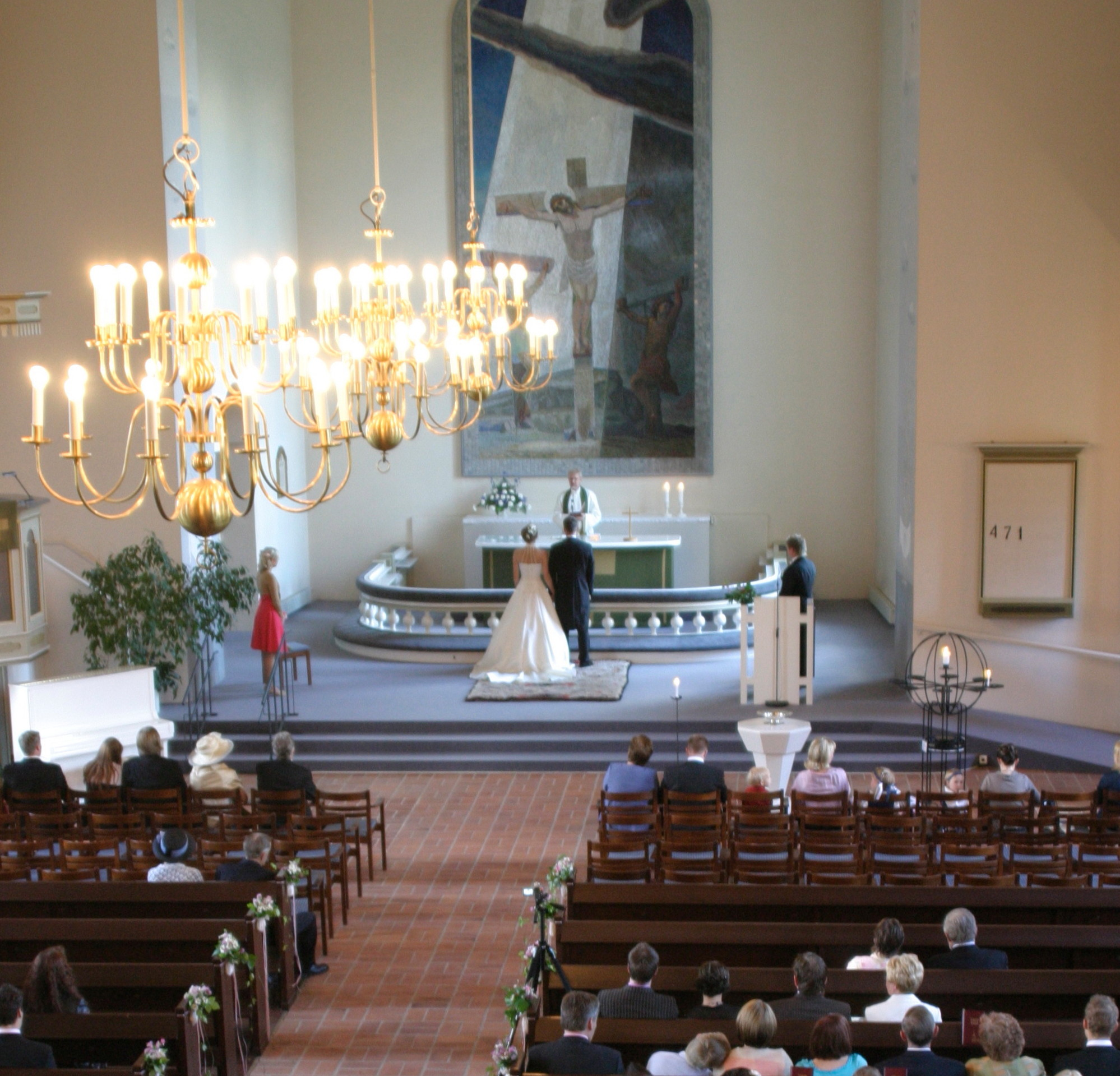
Eine protestantische Trauung in Finnland

##### Protestantismus
Seine abweichende Auffassung zur Ehe ist einer der wichtigsten Gründe, warum Martin Luther sich von der römischen Kirche distanziert hat. Neben der Hervorbringung von Kindern und der Kanalisierung des sexuellen Begehrens hat Ehe im Protestantismus daher zentral auch den Zweck, dem Menschen einen Gefährten und Gehilfen zu geben. Da im Neuen Testament die Ehe nirgendwo als göttlicher Gnadenakt beschrieben wird, bezweifelte Luther ihren sakramentalen Rang.
Der Trauritus kann sich zwischen verschiedenen Bekenntnisgemeinschaften und auch von Gemeinde zu Gemeinde in den Einzelheiten unterscheiden; wie in der katholischen Kirche steht jedoch auch in einer protestantischen Trauung die Feststellung des Ehekonsens vor Priester und Trauzeugen im Mittelpunkt (Jawort, Eheversprechen).

##### Orthodoxe Kirchen

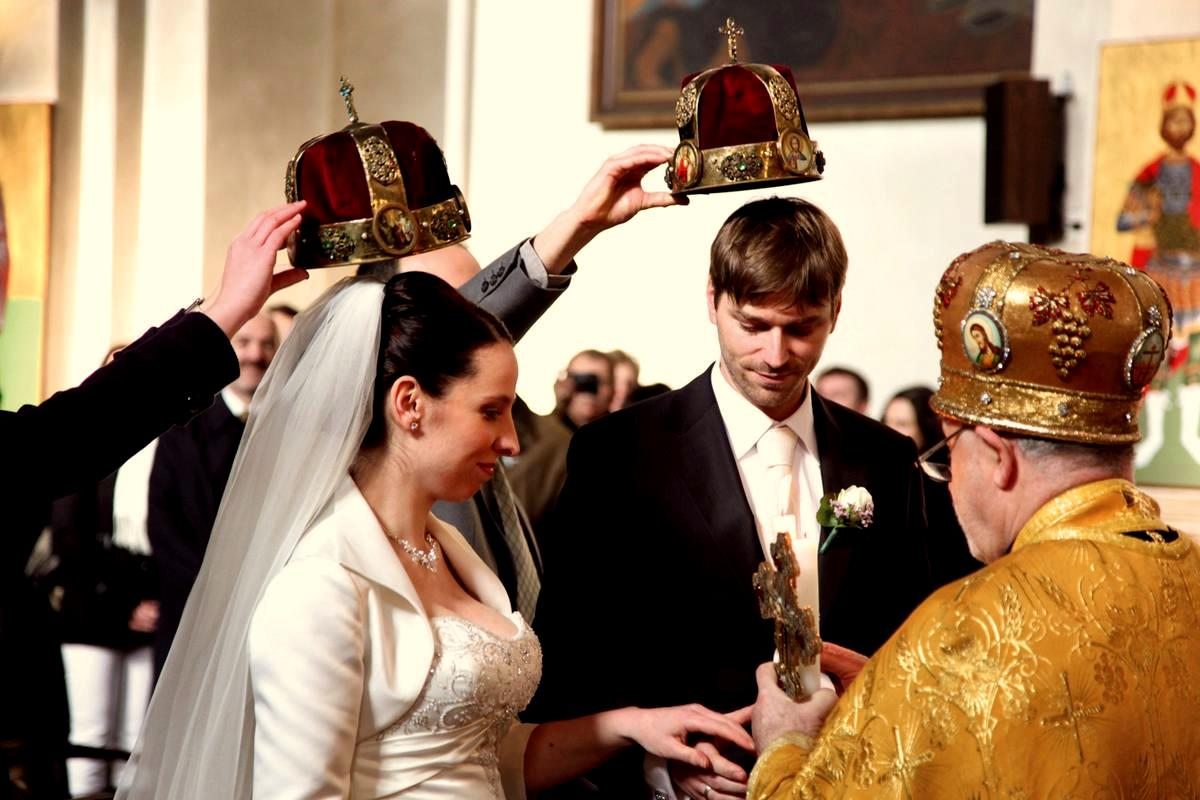
Eine orthodoxe Trauung in Tschechien

In den orthodoxen Kirchen gilt die Ehe als heiliges Mysterium, was etwa dem katholischen Sakrament entspricht. Grundlage der orthodoxen Position zur Ehe ist Epheser 5:21–33 , wo das Verhältnis von Mann und Frau dem Verhältnis zwischen Christus und Kirche gleichgestellt wird: Ebenso wie Christus sich ganz der Kirche hingibt, soll der Mann ganz für die Frau leben; so wie die Kirche sich Christus unterordnet, soll die Frau sich dem Manne unterordnen. Den Kern des orthodoxen Trauritus bildet die Krönung der Brautleute durch den Priester; die Krone hat hier eine doppelte symbolische Bedeutung: einerseits steht sie für die Nachfolge Jesu, die das sich aneinander hingebende Paar antritt (in seinem Martyrium trug Christus die Dornenkrone), andererseits verweist sie aber auch auf Christi Königreich, an dem das Brautpaar durch seine Hingebung teilhat. Eine größere Bedeutung als im Katholizismus hat in der orthodoxen Theologie der Ehe auch die Hochzeit zu Kana (Joh 2,1–12 ), denn Christi Anwesenheit und Wunderwirken wird hier als Heraushebung der im Grunde alltäglichen Tatsache einer Eheschließung aus dem Profanen und als ihre Heiligung verstanden. Dementsprechend zentral ist im orthodoxen Trauritus die Funktion des Priesters: allein sein Segen begründet die Ehe. Anders als im Katholizismus und Protestantismus hat die Ehe in den orthodoxen Kirchen nicht den Charakter eines Vertrages zwischen den Brautleuten; darum geben diese sich in der Zeremonie auch kein Jawort oder Gelübde.

#### Kirchliche Segnung und Trauung gleichgeschlechtlicher Paare
In vielen christlichen Kirchen können gleichgeschlechtliche Paare heute vollumfänglich heiraten, in anderen sind Segnungsgottesdienste möglich; letzteres hängt unter anderem davon ab, ob der Ortspastor zu einer Segnung bereit ist. Für Einzelheiten siehe die oben genannten Hauptartikel.

#### Standesamtliche Trauung

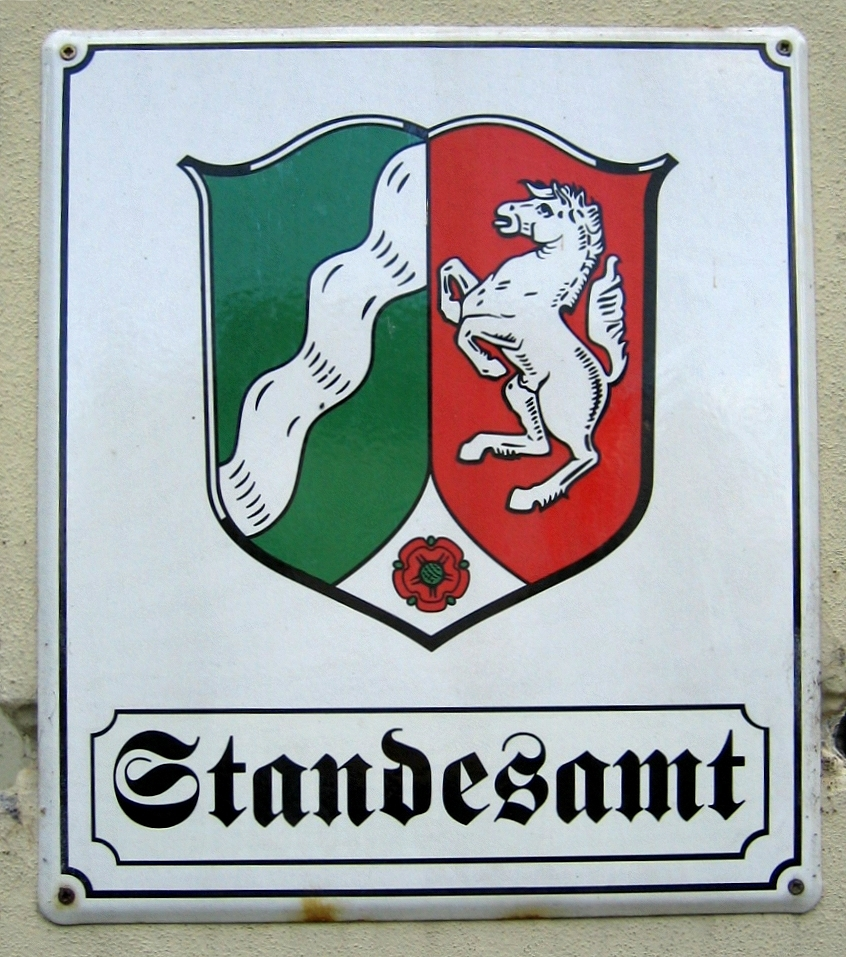
Amtsschild in NRW

Die Trauung oder Eheschließung ist nach deutschem Familienrecht (Teilgebiet des Zivilrechtes) das Rechtsgeschäft, durch das eine Ehe begründet wird. Die Eheschließung ist ein formbedürftiger Vertrag: die Willenserklärungen müssen vor einem Standesbeamten abgegeben werden. Auch Bürgermeister können, wenn sie von ihrem Gemeinderat zum Standesbeamten ernannt worden sind, Trauungen vornehmen. Dies wird länderspezifisch unterschiedlich gehandhabt. In Bayern etwa ist dies ohne weitere Voraussetzungen üblich, in Sachsen z. B. nur vereinzelt und nur, wenn der Bürgermeister die entsprechende Qualifikation erworben und die gleiche Prüfung abgelegt hat wie alle Standesbeamten. Stellvertretung ist unzulässig. Im Interesse der Rechtssicherheit sind die Folgen von Wissens- oder Willensmängeln speziell geregelt, sodass die allgemeinen Vorschriften insbesondere über die Anfechtung verdrängt werden.
Zivilrechtlich verbindlich ist in vielen Ländern (wie Deutschland, Schweiz und Österreich) allein die standesamtliche Eheschließung. Diese ist eine rein formale Angelegenheit ohne große Zeremonie. Da in Deutschland aber immer mehr Paare nur standesamtlich heiraten, bieten viele Gemeinden entsprechend große Räumlichkeiten für die gesamte Hochzeitsgesellschaft. Hochzeitsbräuche wie das Reiswerfen finden dann vor dem Standesamt statt. Die standesamtliche Trauung darf in der Regel nur in öffentlichen Gebäuden vorgenommen werden. Die Anmeldung erfolgt normalerweise auf einem Standesamt der Gemeinde, in der der Wohnsitz gemeldet ist. Für die Anmeldung sind Papiere, wie ein gültiger Personalausweis, Auszug aus dem Geburtenbuch, Familienbuchabschriften bei eventuellen Vorehen und eine Aufenthaltsbescheinigung vom Hauptwohnsitz nötig. Die Durchführung kann meistens auch in anderen geeigneten Einrichtungen desselben Landes erfolgen. Außer zu den normalen Geschäftszeiten ist in vielen Standesämtern auch eine Trauung am Samstag möglich.
Die standesamtliche Trauung steht in 39 Ländern (beispielsweise Deutschland, Dänemark, Niederlande, Finnland, Frankreich, Griechenland, Kanada, Norwegen, Schweden, Schweiz, Spanien, Vereinigtes Königreich, Vereinigte Staaten und Österreich) auch homosexuellen Paaren offen. In Italien, Kroatien, Lettland oder Ungarn hingegen können homosexuelle Paare ihre Partnerschaft eintragen lassen, was in vielen Belangen der Ehe gleichkommt. Formell handelt es sich dabei aber nicht um eine Trauung, sondern um eine Beurkundung der Partnerschaft (Art. 75i ZStV).

#### Freie Trauung
Bei einer freien Trauung handelt es sich um eine private Zeremonie, die unabhängig von einer kirchlichen oder standesamtlichen Trauung stattfindet. Sie bietet Paaren ohne oder unterschiedlicher Konfessionen, gleichgeschlechtlichen Paaren, aber auch allen anderen Paaren die Möglichkeit, eine feierliche Hochzeitszeremonie individuell zu gestalten. Weit verbreitete und oftmals auf einer freien Trauung vertretene gestalterische Elemente sind beispielsweise Musikbeiträge oder Traurituale, die wahlweise auch mit den Hochzeitsgästen durchgeführt werden können. Aus kirchlichen Zeremonien bekannte Bestandteile wie das „Ja-Wort“ oder das Ablegen eines Eheversprechens finden zumeist auch in freien Trauzeremonien Anwendung. Freie Trauungen sind in Deutschland und der Schweiz weder kirchen- noch zivilrechtlich bindend.
Freie Trauungen werden von freien Theologen, weltlich-humanistischen Feiersprechern und freien Hochzeitsrednern angeboten, können aber auch gänzlich eigenständig durchgeführt werden.
Es gibt aber auch Pastoren, die sich als Trauredner für eine freie Trauung anbieten. Zumeist sind diese Mietpastoren freikirchliche Geistliche, die sowohl weltanschaulich neutrale als auch Trauzeremonien mit christlichen Elementen anbieten.

#### Situation außerhalb des deutschsprachigen Raumes

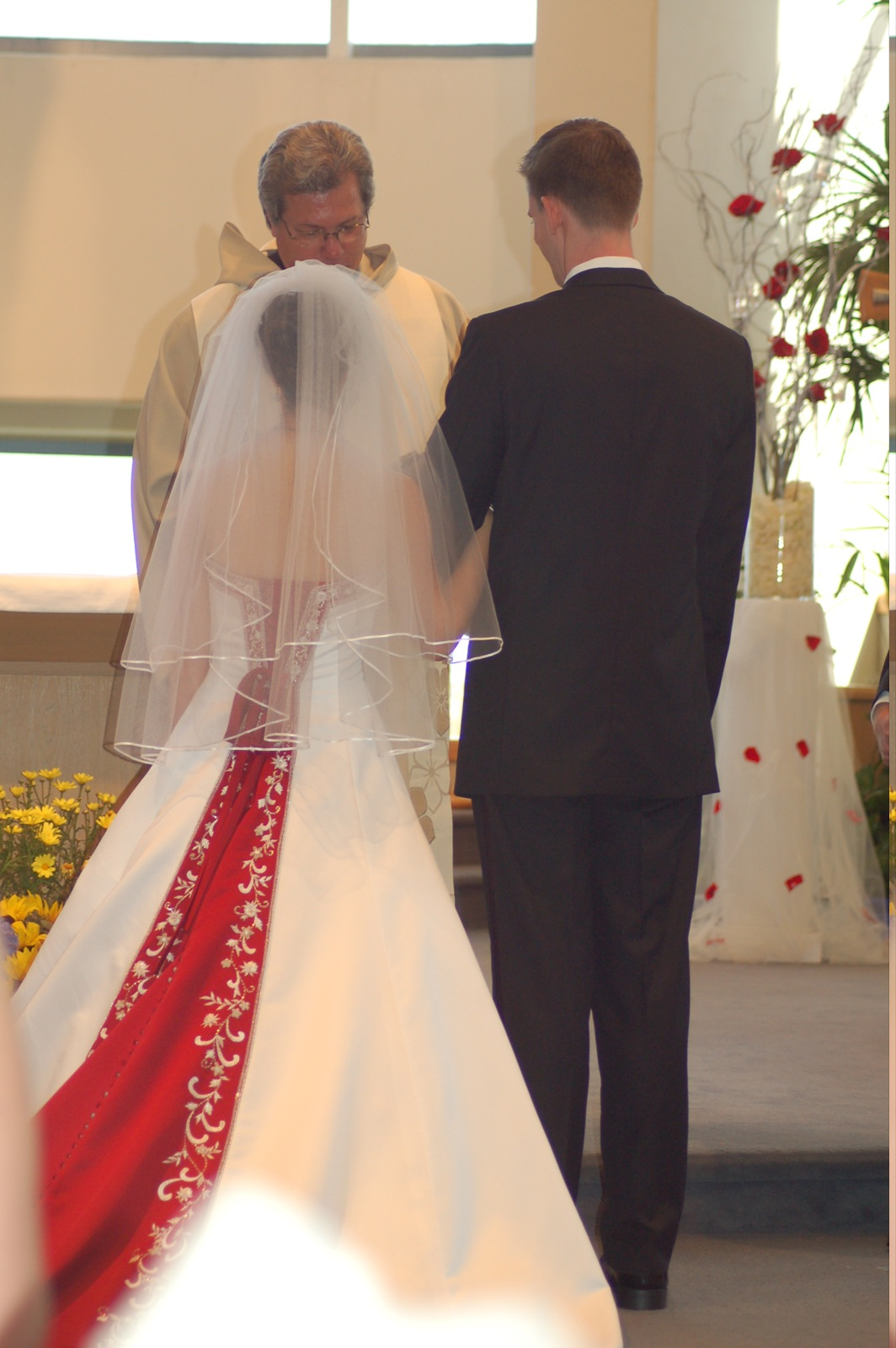
Wer in den USA heiratet, kann seine zivilrechtlichen Heiratspapiere beim Priester unterzeichnen.

In vielen Ländern wird mit der religiösen Zeremonie gleichzeitig die zivilrechtliche Ehe hergestellt. So sind in den Vereinigten Staaten nicht nur Mitarbeiter der Gemeindeverwaltung (registrars), sondern auch Rabbiner, kirchliche Amtsträger, Imame und Friedensrichter berechtigt, Trauungen vornehmen, die zivilrechtlich vollumfänglich bindend sind. In einigen amerikanischen Bundesstaaten, z. B. Kalifornien, ist es sogar möglich, eine beliebige Privatperson temporär mit einer Trauungsberechtigung auszustatten. Ähnlich ist die Lage im Vereinigten Königreich, wo außer Priestern und Mitarbeitern der Gemeindeverwaltung u. a. auch Mitglieder von Humanists UK und freiberufliche Dienstleister (wedding celebrants) trauberechtigt sind. In vielen anderen Ländern der Erde (z. B. Israel, Vatikanstaat) erfordert das Heiraten dagegen in jedem Falle eine religiöse Zeremonie.

### Säkulare Bräuche im christlich geprägten Kulturraum
Rund um die christliche Eheschließung existieren in der Westlichen Welt zahlreiche zum Teil sehr alte Hochzeitsbräuche, die mit dem religiösen Kern der Eheschließung wenig zu tun haben. Der Polterabend oder Walgerabend am Vorabend der Hochzeit zum Beispiel ist schon im Spätmittelalter dokumentiert. Alt ist auch der Brauch, in dem der Vater der Braut in einer (Trauungs-)Zeremonie dem wartenden Bräutigam zufüht und an ihn „übergibt“. Der Ausdruck „Flitterwochen“ für die Zeit, in der die Jungverheirateten intensiv verliebt sind, lässt sich im Deutschen mindestens seit dem 16. Jahrhundert nachweisen. Ehejubiläen wie etwa die Goldene Hochzeit zu feiern, wurde in bürgerlichen Familien spätestens im ausgehenden 18. Jahrhundert üblich. Hochzeitsreisen sind im deutschen Sprachraum mindestens seit der Mitte des 19. Jahrhunderts nachgewiesen, wobei dieser Brauch als Fortentwicklung der Grand Tour zunächst vor allem für bürgerliche Künstler typisch war.

### Hochzeitsjubiläen
Viele Eheleute begehen eine bestimmte Ehedauer mit einer erneuten Feier. Bekannt als Jubiläen sind die „Silberne Hochzeit“ nach 25 Jahren, die „Goldene Hochzeit“ nach 50 Jahren, die Diamantene Hochzeit nach 60 Jahren und die Gnaden-Hochzeit nach 70 Jahren. Andere Jubiläen und deren Bedeutungen schwanken je nach Region.

## Eheschließungen außerhalb des christlichen Kulturraums
Siehe auch:
- Heiraten in Japan
- Ehe im Hinduismus
- Ehe auf Zeit – eine zeitlich begrenzte Ehe, die bei schiitischen Muslimen erlaubt ist

### Islamische Hochzeitstradition

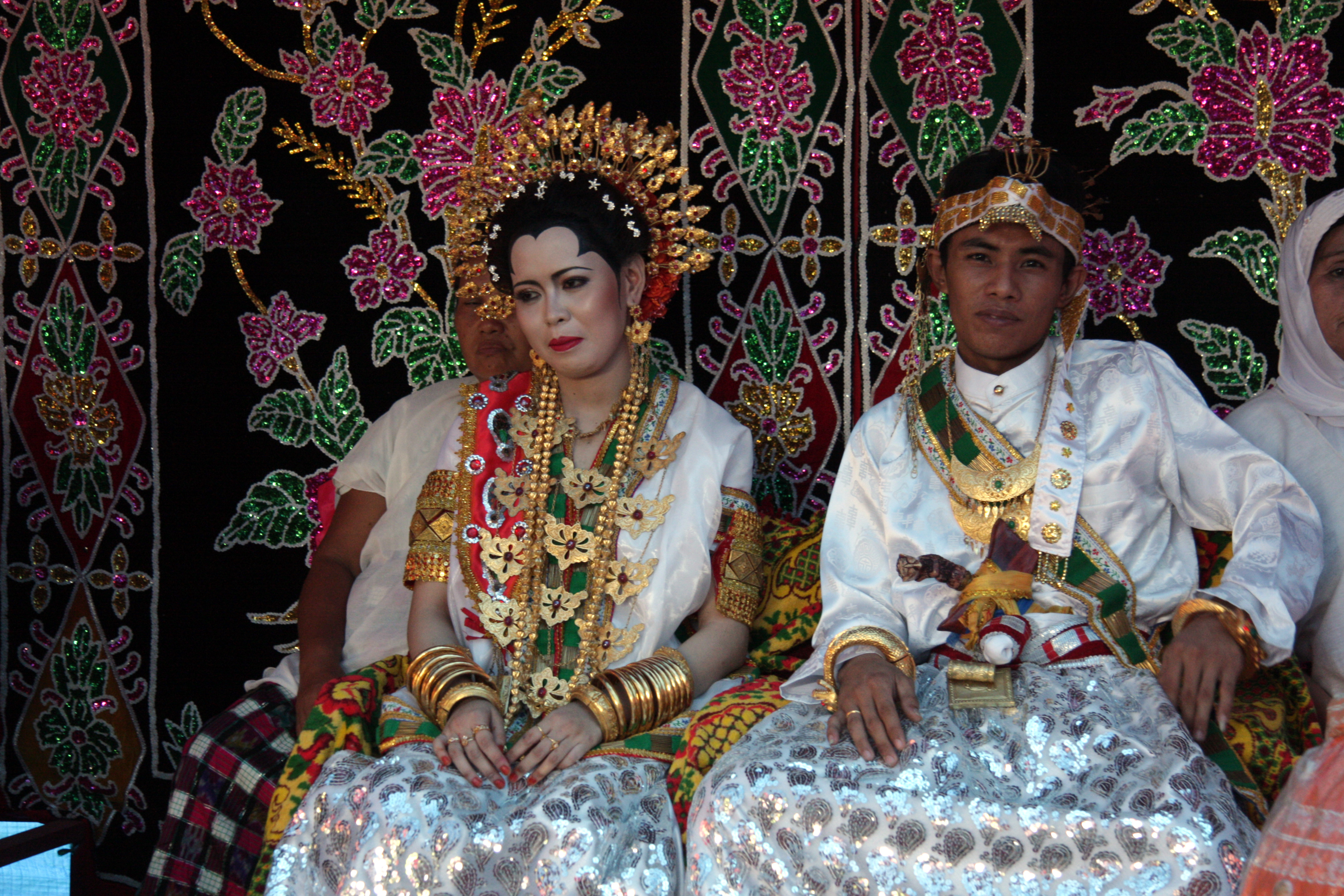
Muslimisches Brautpaar in Indonesien

Im Islam wird ein Zölibat nicht ermutigt, die Ehe hat einen sehr hohen Stellenwert; ihr Zweck wird darin gesehen, dass Mann und Frau beieinander Gemeinschaft finden, sich lieben, Kinder hervorbringen und gemeinsam den Geboten Allahs folgen. Weil durch die Familie die Religion bewahrt wird, ist die Ehe für jeden Gläubigen eine zentrale Pflicht. Der Religionsstifter Mohammed (gest. 632) hatte im Laufe seines Lebens mehr als zehn Ehefrauen, mit denen er teils in Monogamie, teils in Vielehe zusammengelebt hat. Die Auffassung, dass Allah die Vielehe – wenn auch nur als Ausnahme – gestatte, geht auf eine auch innerhalb der islamischen Theologie umstrittene Auslegung des dritten Verses der 4. Sure des Koran zurück.
Trotz ihrer immensen Bedeutung für den Fortbestand der Religion ist die Ehe im Verständnis des Islam kein geistlicher Bund, sondern ein gleichzeitig sozialer und zivilrechtlicher Vertrag (nikāḥ). Die Braut kann vom Bräutigam eine Brautgabe (al-mahr) beanspruchen, die als Sicherheit für einen Scheidungsfall während der gesamten Ehezeit in ihrem Besitze verbleibt. Wenn Braut oder Bräutigam noch nicht rechtsmündig sind, werden sie beim Aushandeln der Brautgabe von einem Heiratsvormund vertreten. Die Einzelheiten der islamischen Eheschließung sind zum größten Teil in der 4. Sure geregelt. Die Nikah findet meist in kleinem Rahmen statt, etwa in einer Moschee oder im Elternhaus der Braut oder des Bräutigams; sie umfasst keinen religiösen Ritus und sie ist sehr kurz. Im Mittelpunkt steht die Unterzeichnung des Nikahvertrages durch Mann und Frau; dabei ist die Anwesenheit eines Rechtsgelehrten und mindestens zweier männlicher Zeugen erforderlich.

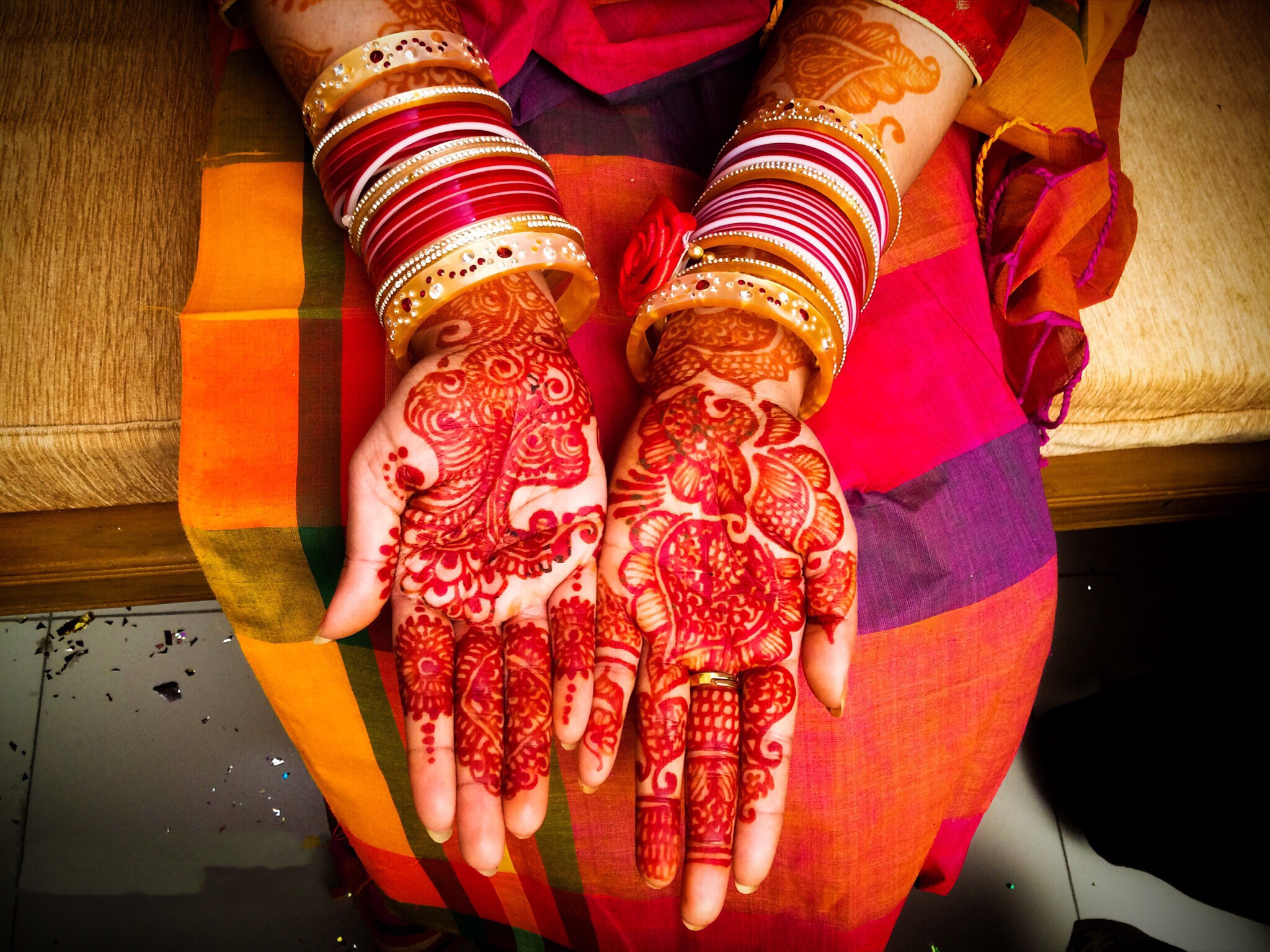
Die mit Henna bemalten Hände einer bengalischen Braut

Für den anschließenden Hochzeitsempfang, an dem oft Hunderte von Gästen teilnehmen, buchen Familien, die es sich leisten können, heute meist einen Hotelsaal. Die Traditionen für das oft umfangreiche Festprogramm rund um die Nikah entscheiden sich von Land zu Land sehr stark. In Saudi-Arabien etwa findet die Feier geschlechtersegregiert in zwei getrennten Sälen mit aufwendigem professionellen Unterhaltungsprogramm statt. Im Mittelpunkt eines indonesischen Hochzeitsempfangs dagegen stehen ein Festzug der Hochzeitsgäste in den Saal, vielfältige Reden und das individuelle Beglückwünschen des Paares durch alle Eingeladenen; Frauen und Männer feiern gemeinsam. In der Türkei geht der Eheschließung traditionell ein Hennaabend voran, an dem die weiblichen Angehörigen, Nachbarinnen und Freundinnen von der Braut Abschied nehmen; die Hände der Braut, deren Kopf an diesem Abend mit einem roten Tuch bedeckt ist, werden dabei mit Henna bemalt. Ähnliche Bräuche bestehen auch in anderen muslimischen Kulturen. Wie das Judentum und das Christentum kennt der Islam auch die Verlobung. Die Verwendung von Verlobungs- oder Trauringen dagegen ist bei Muslimen traditionell nicht üblich.

### Neuzeitliches Judentum

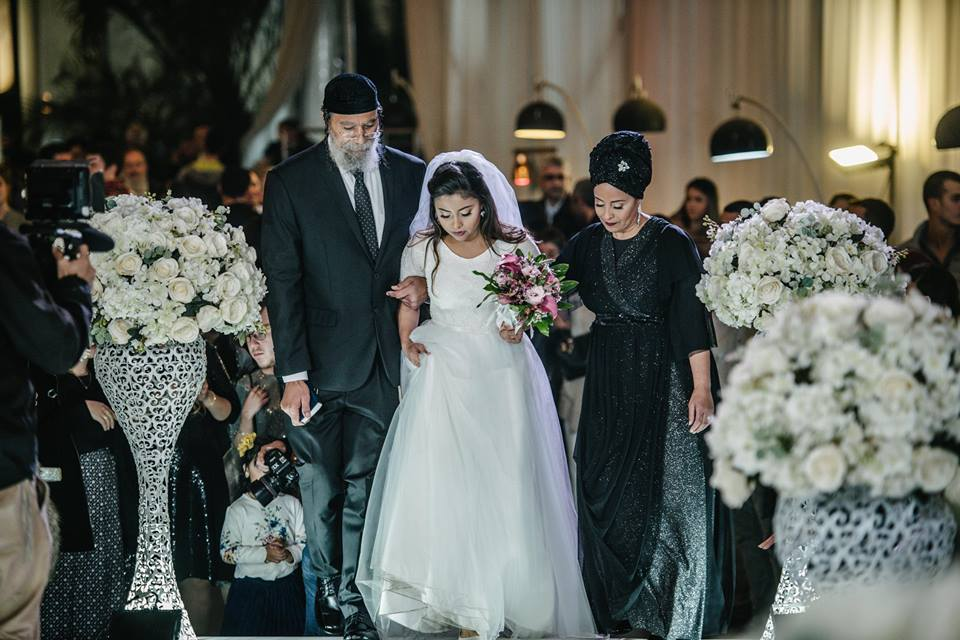
Eine israelische Braut wird von ihren Eltern zur Chuppa begleitet.

Seit dem 12. Jahrhundert sind Verlobung und Heirat im Judentum in einem einzigen Ritual zusammengefasst. Dabei werden die Brautleute von ihren Eltern einander zugeführt und vollziehen unter der Chuppa, dem traditionellen jüdischen Traubaldachin, unter der Moderation eines Rabbiners oder Kantors das mehrteilige Hochzeitsritual. Dieses umfasst unter anderem ein siebenmaliges Herumgehen der Braut um den Bräutigam, die ihren Mann künftig ja behüten soll, das gemeinsame Trinken von Wein, das Anstecken des Eheringes an den Finger der Braut und das Zerbrechen eines Weinglases. Das siebenmalige Umkreisen des Bräutigams durch die Braut unter der Chuppa (hakkafot) ist nicht vor dem Jahre 1430 belegt. Spätestens als Rabbi Aaron ben Jacob ha-Kohen sein einflussreiches Werk Orḥot Ḥayyim schrieb (vor 1327), war es üblich, dass beide Brautleute weiße Kleidung trugen. Noch heute trägt die Braut Weiß. Da die Chuppa das Brautgemach repräsentiert, wird die Synagoge und insbesondere der Bereich vor dem Toraschrein nicht als geeigneter Raum für eine Trauung angesehen; bevorzugte Orte für jüdische Eheschließungen sind traditionell das Haus der Eltern des Bräutigams oder die Außenanlage der Synagoge. In heutiger Zeit heiraten viele jüdische Paare auch im Saal eines Hotels.